# Clase Flower
La clase Flower, también llamada clase Gladiolus, fue una clase de corbeta usada ampliamente en Inglaterra, Estados Unidos y Canadá durante la Segunda Guerra Mundial.
En los inicios del conflicto, la Royal Navy empleó a varios astilleros para su construcción. Dado que uno de ellos estaba en Francia, la captura del mismo por los alemanes les permitió hacerse con las cuatro unidades que allí se encontraban en construcción. Normalmente la construcción llevaba entre 23 días y un mes, fabricándose unas 200 unidades. Su numeral estaba antecedido por la letra K.
Básicamente eran navíos de 940 t de desplazamiento, una planta propulsora de 4 cilindros de triple expansión con una caldera Scotch de 2750 HP que impulsaba una sola hélice y que le permitía alcanzar unos 16 nudos, con una autonomía de 4000 millas náuticas a 12 nudos. Estaba dotada de un radar centimétrico Tipo 271 de superficie.
Su dotación era de 47 oficiales y marineros. Tenía un puente descubierto (en algunos casos cerrados) y un puente-timonera cerrado de navegación sencillo. Su distribución interna estaba muy bien estudiada para aprovechar el espacio. La tripulación tenía camarotes a proa y a popa y la oficialidad al centro.
Su blindaje y protección antitorpedos era nulo y ese defecto, si se quiere llamar de este modo, produjo muchas pérdidas de unidades por encuentros con submarinos alemanes.
Muchas de estas corbetas se crearon un renombre, como la HMS Blue Bell (K80) o la HMS Snowbwerry (K166), entre otras.
Después de la guerra, las sobrevivientes fueron desguazadas o vendidas a diferentes países e incluso a particulares. En algunos casos se les utilizó como barcos arponeros de apoyo a flotas balleneras.

## Diseño
Los escoltas de la Royal Navy, diseñados y construidos en su mayoría durante la Primera Guerra Mundial, contaban ya con unos 20 años de servicio y no parecían adecuados para hacer frente a la amenaza que representaban para Gran Bretaña los submarinos alemanes. Ante la inminente guerra se buscaban a finales de la década de 1930 nuevos escoltas costeros de convoyes, rápidos y baratos de fabricar. 
A inicios de 1939 el Almirantazgo publicó las especificaciones para un nuevo tipo de escoltas que debían tener un casco bien compartimentado, estar equipadas con Asdic y un equipo simplificado  que pudiera ser usado por los reservistas, que en caso de guerra  formarían sus tripulaciones. Los nuevos escoltas recibirían el nombre de flores, de ahí el nombre de la clase: Flower.
Su bajo coste, simplicidad y rapidez de construcción permitiría disponer de gran número de unidades de escolta. Además el uso de motores y otro equipo civil facilitaría el manejo por parte de las dotaciones de la Royal Navy Reserve, que estaban familiarizados por servir en la marina mercante.
Para ahorrar tiempo de construcción y costes las corbetas se basaron en el diseño de un ballenero y así se dio respuesta a la necesidad del Almirantazgo de contar con buques escolta antisubmarinos baratos y rápidos de construir. Se pagó el precio del diseño de su casco con la pequeñez de los compartimentos de la tripulación, que hacía que las condiciones de vida a bordo fueran muy duras. Su buen rendimiento hizo que ante las necesidades de la Guerra se convirtieran en los escoltas oceánicos más numerosos durante la primera mitad de la Guerra.
Una vez la necesidad apremiante fue cubierta fueron dejando paso en la Royal Navy a las mejor diseñadas fragatas de la clase River y las corbetas de la clase Castle.
La primera corbeta fue completada en cinco meses y medio y las siguientes a una media de una cada tres semanas y media. El coste de cada una era de unas 90 000 Libras.
Fueron diseñadas con algunas variantes conjuntamente entre el Almirantazgo y los astilleros Smith´s Dock Company y se basaron en el diseño de un ballenero polar tipo Southern Pride. El objetivo de estos navíos era la lucha antisubmarina, patrulla y misiones especiales de minado variando de estre modo su disposición en cubierta. Tenían un mástil central colocado ya sea delante o detrás del puente principal. De proa alta y casi recta, popa tipo redonda y con unas cortas quillas de pantoque, fueron buques muy marineros en mar gruesa.
Principalmente existieron dos tipos diferentes: las clase Flower originales (225 embarcaciones construidas entre 1939 y 1940) y las clase Flower modificadas (69 embarcaciones), algo más largas y con mejor armamento. Las clase Flower modificadas tenía el castillo de proa más alargado y su peso adicional mejoró la estabilidad y velocidad. Otra variación era el puente abierto y con alas, donde se montaban los montajes Oerlikon de 20 mm, y contaban además con un radar Tipo 271. El perfil del navío contaba con una proa más alta y de mejor navegabilidad. Muchas de las corbetas de la clase Flower original fueron poco a poco incorporando las modificaciones, aunque normalmente solo algunas de dichas modificaciones, dando lugar a gran variedad de niveles de modernización y de aspecto.

## Armamento
Estaban armadas con un cañón a proa de 101 mm (4"), 2 ametralladoras dobles Lewis, 2 ametralladoras antiaéreas Oerlikon 20 mm en el puente y un montaje a popa antiaéreo QF-2 Vickers Mk II, Pom-Poms.
Además completaban el armamento, 4 morteros antisubmarinos Mk IV y cargas de profundidad estándar y 4 cargas de profundidad especiales.

## Operaciones
Fueron usadas principalmente por el Reino Unido, Estados Unidos, Noruega, Francia, Canadá, Polonia e incluso Alemania (4 capturadas); en labores de escolta de convoyes en el Atlántico y en la ruta Escocia-Múrmansk en la ruta de suministros a la Unión Soviética, además en labores de guardacostas y patrullaje antisubmarino donde cosecharon muchos éxitos.
Las Flower demostraron su valor al ser capaces de escoltar convoyes salidos de Nueva Escocia en la totalidad de la ruta y viceversa.
La primera serie eran gobernadas desde un puente que consistía en un angosto tablado que servía de plataforma, rodeando una caseta en la que estaba instalado el equipo de Asdic y que servía también de sala de navegación. Esta estructura estaba protegida de las inclemencias del clima solo por una lona pintada. La chimenea obstruía la visión desde el puente	hacia popa y envolvía al personal de guardia con humo si se navegaba con viento de popa. Hacia la proa un mástil de altura desproporcionada dejaba caer condensación y lluvia sobre el sufrido personal de guardia. 
El espacio considerable entre el castillo y el puente de  mando suponía que todo el personal que transitaba entre las ellos quedaba empapado en cualquier tipo de mar. En mar gruesa, la más común en el Atlántico norte, una cascada de agua caía constantemente sobre el castillo, pues no había una falca rompeolas en cubierta.
Originalmente no llevaban radar, ni había lugar donde instalarlo. Tampoco había demasiado espacio para almacenar las cargas de profundidad en la toldilla, lo cual era un problema en los buques canadienses. El espacio para la tripulación de la corbeta estaba en el castillo, un lugar limitadísimo para el número de personas que debían alojarse allí. Se contaba con dos espacios triangulares de 10 × 6,7 metros en el que debían dormir, comer y	descansar más de 80 hombres. Durante la estancia en astilleros para reparaciones se efectuaban cambios notables y de efecto en el confort de las tripulaciones a petición de los oficiales o del comandante.
Las tripulaciones de estas corbetas estaban formadas por reservistas. Todos los comandantes de las primeras	unidades, sin excepción, eran oficiales de la reserva, oficiales y pilotos de marina mercante llamados a filas.	
Las primeras corbetas, de la Royal Navy y Royal Canadian Navy, entraron en servicio en 1940 basadas en Reino Unido. Al comienzo de la guerra se creyó que servirían en aguas litorales, pero a	mediados de 1941 la falta de escoltas antisubmarinas era tan acuciante que tuvieron que servir en alta mar. La escolta típica en aquel momento de un convoy se componía de un destructor, que hacĺa de buque insignia y tres a cinco corbetas Flower. A veces un mercante armado o crucero auxiliar se incorporaba a la escolta del convoy. Más tarde portaaviones de escolta, fragatas, remolcadores de altura y otros buques reforzaron la escolta.
Para escolta antisubmarina contaban con un equipo de Asdic. Los cambios de temperatura del agua, ruidos, ecos y, más tarde, los sistemas antisónar alemanes disminuyeron mucho la eficiencia real del Asdic. Posteriormente fueron instalados los llamados "huff-duff", equipos	de recepción de señales radio que determinaban la dirección y la distancia de una transmisión de radio. Estos sistemas fueron muy útiles para determinar la posición de los submarinos que seguían	y amenazaban al	convoy. En febrero de 1942 hicieron su aparición los primeros radares en las corbetas. Estos aparatos pronto fueron reemplazados por el radar centimétrico tipo 271. El	radar permitió a las corbetas detectar a los submarinos en superficie durante la oscuridad de la noche, la	neblina	o el humo espeso, siendo el arma decisiva con que las corbetas Flower contribuyeron a ganar la batalla del Atlántico.
Las corbetas cambiaron su misión durante la Operación Torch, escoltando a las fuerzas	
estadounidenses al norte de África. Esto exigió retirar muchas corbetas de la escolta en el Atlántico norte	y su impacto fue casi catastrófico. En la invasión del continente europeo en 1944 las corbetas Flower no fueron retiradas de los convoyes, aunque a algunas se las dotó de equipos rastreaminas y participaron activamente en la invasión.

## Éxitos en combate
- El submarino alemán U-26 hundido por la HMS Gladiolus (K34) el 1 de julio de 1940 en 48°3′N 11°30′O / 48.050, -11.500.
- El submarino italiano Nani hundido por la HMS Anemone (K48) el 7 de enero de 1941.
- El submarino alemán U-70 hundido por las corbetas HMS Camellia (K31) y HMS Arbutus (K8) el 7 de marzo de 1941 en 60°15′N 14°0′O / 60.250, -14.000.
- El submarino alemán U-110 capturado el 9 de mayo de 1941 por los destructores HMS Bulldog (H91) y HMS Broadway (H90) junto a la corbeta HMS Aubretia (K96) al este del cabo Farewell (Groenlandia). El U-110 hundido al día siguiente para preservar el secreto de su captura y de la captura de su máquina Enigma.
- El submarino alemán U-147 hundido por el destructor HMS Wanderer (D74) y la corbeta HMS Periwinkle (K55) el 2 de junio de 1941 en 56°38′N 10°24′O / 56.633, -10.400.
- El submarino alemán U-556 hundido por las corbetas HMS Nasturtium (K107), HMS Celandine (K75), y HMS Gladiolus (K34) el 17 de junio de 1941 en 60°24′N 29°0′O / 60.400, -29.000.
- El submarino alemán U-651 hundido por los destructores HMS Malcolm (D19), HMS Scimitar (H21), las corbetas HMS Arabis (K73) y HMS Violet (K35), y el dragaminas HMS Speedwell (J87) el 29 de junio de 1941 en 59°52′N 18°36′O / 59.867, -18.600.
- El submarino alemán U-401 hundido por los destructores HMS Wanderer (D74) y HMS St. Albans (I15) y la corbeta HMS Hydrangea (K39) el 8 de agosto de 1941 en 50°30′N 19°35′O / 50.500, -19.583.
- El submarino alemán U-501 hundido por las corbetas HMCS Chambly (K116) y HMCS Moosejaw (K164) el 10 de septiembre en el estercho de Dinamarca en x62°50′N 37°50′O / 62.833, -37.833.
- El submarino italiano Fisalia hundido por la corbeta HMS Hyacinth (K84) el 28 de septiembre de 1941.
- El submarino alemán U-204 hundido por la corbeta HMS Mallow (K81)y la balandra HMS Rochester (L50) el 19 de octubre de 1941 en 35°46′N 06°2′O / 35.767, -6.033.
- El submarino alemán U-433 hundido por la corbeta HMS Marigold (K87) el 16 de noviembre de 1941 en 36°13′N 4°42′O / 36.217, -4.700.
- El submarino alemán U-82 hundido por la balandra HMS Rochester (L50) y la corbeta HMS Tamarisk (K216) on 6 de febrero de 1942 en 44°10′N 23°52′O / 44.167, -23.867.
- El submarino alemán U-124 hundido por la corbeta HMS Stonecrop (K142) y la balandra HMS Black Swan (L57) el 2 de abril de 1942 en 41°2′N 15°39′O / 41.033, -15.650.
- El submarino alemán U-252 hundido por la balandra HMS Stork (L81) y la corbeta HMS Vetch (K132) el 14 de abril de 1942 en 47°0′N 18°14′O / 47.000, -18.233.
- El submarino italiano Perla fue capturado por la corbeta HMS Hyacinth (K84) el 9 de julio de 1942.
- El submarino alemán U-588 hundido por la corbeta HMCS Wetaskiwin (K175) y el destructor HMCS Skeena (D59) el 31 de julio de 1942 en 49°59′N 36°36′O / 49.983, -36.600.
- El submarino alemán U-379 hundido por la corbeta HMS Dianthus (K95) el 8 de agosto de 1942 en {ccord|57|11N|30|57|W}}.
- El submarino alemán U-94 hundido por un hidroavión Catalina y la corbeta HMCS Oakville (K178) el 28 de agosto de 1942 en 17°40′N 74°30′O / 17.667, -74.500.
- El submarino alemán U-756 hundido por la corbeta HMCS Morden (K170) el 11 de septiembre en 57°41′N 31°30′O / 57.683, -31.500.
- El submarino alemán U-660 fue echado a pique tras los daños recibidos por las corbetas HMS Lotus (K130) y HMS Starwort (K20) el 12 de noviembre de 1942 en 36°7′N 1°0′O / 36.117, -1.000.
- El submarino alemán U-131 hundido por los destructores HMS Exmoor (L08), HMS Blankney (L30), HMS Stanley (I73), la corbeta HMS Pentstemon (K61), la balandra HMS Stork (L81), y un avión Martlet procedente del HMS Audacity (D10) el 17 de diciembre de 1941 en 34°12′N 13°35′O / 34.200, -13.583.
- El submarino alemán U-567 hundido por la balandra HMS Deptford (L53) y la corbeta HMS Samphire (K128) el 21 de diciembre de 1941 en 44°2′N 20°10′O / 44.033, -20.167.
- El submarino alemán U-356 hundido por el destructor HMCS St. Laurent (H83) y las corbetas HMCS Chilliwack (K131), HMCS Battleford (K165) y la corbeta HMCS Napanee (K118) el 27 de diciembre de 1942 en 45°30′N 25°40′O / 45.500, -25.667.
- El submarino alemán U-224 hundido por la corbeta HMCS Ville de Quebec (K242) el 13 de enero de 1943 en 36°28′N 0°49′E / 36.467, 0.817.
- El submarino italiano Tritone hundido por la corbeta HMCS Port Arthur (K233) y el destructor HMC Antílope (H36) el 19 de enero de 1943.
- El submarino alemán U-609 hundido por la corbeta FFL Lobelia el 7 de febrero de 1943 en 54°56′N 28°11′O / 54.933, -28.183.
- El submarino italiano Avorio hundido por la corbeta HMCS Regina (K234) el 8 de febrero de 1943.
- El submarino alemán U-87 hundido por la corbeta HMCS Shediac (K110) y el destructor HMCS St. Croix (I81) el 4 de marzo de 1943 en 41°36′N 13°31′O / 41.600, -13.517.
- El submarino alemán U-432 hundido por la corbeta FFL Aconit el 11 de marzo de 1943 en 51°35′N 28°20′O / 51.583, -28.333.
- El submarino alemán U-444 hundido por el destructor HMS Harvester (H19) y la corbeta FFL Aconit el 11 de marzo de 1943 en 51°14′N 29°18′O / 51.233, -29.300.
- El submarino alemán U-163 hundido por la corbeta HMCS Prescott (K161) el 13 de marzo de 1943 en 45°5′N 15°0′O / 45.083, -15.000.
- El submarino alemán U-638 hundido por la corbeta HMS Sunflower (K41) el 5 de mayo de 1943 en 54°12′N 44°5′O / 54.200, -44.083.
- El submarino alemán U-192 hundido por la corbeta HMCS Loosestrife (K105) el 6 de mayo de 1943 en 53°6′N 45°2′O / 53.100, -45.033.
- El submarino alemán U-125 hundido por el destructor HMS Oribi (G66) y la corbeta HMS Snowflake (K211) el 6 de mayo de 1943 en 52°30′N 45°20′O / 52.500, -45.333.
- El submarino alemán U-753 hundido por la corbeta HMCS Drumheller (K167), la fragata HMCS Lagan (K259), y un hidroavión canadiense el 13 de mayo de 1943 en 48°37′N 22°39′O / 48.617, -22.650.
- El submarino alemán U-414 hundido por la corbeta HMS Vetch (K132) el 25 de mayo de 1943 en 36°31′N 0°40′E / 36.517, 0.667.
- El submarino alemán U-436 hundido por la fragata HMS Test (K239) y la corbeta HMS Hyderabad (K212) el 26 de mayo de 1943 en 43°49′N 15°56′O / 43.817, -15.933.
- El submarino alemán U-135 hundido por la balandra HMS Rochester (L50), las corbetas HMS Mignonette (K38) y HMS Balsam (K72), y un hidroavión PBY Catalina el 15 de julio de 1943 en 28°20′N 13°17′O / 28.333, -13.283.
- El submarino alemán U-523 hundido por el destructor HMS Wanderer (D74) y la corbeta HMS Wallflower (K44) el 25 de agosto de 1943 en 42°3′N 18°2′O / 42.050, -18.033.
- El submarino alemán U-634 hundido por la balandra HMS Stork (L81) y la corbeta HMS Stonecrop (K142) el 30 de agosto de 1943 en 40°13′N 19°24′O / 40.217, -19.400.
- El submarino alemán U-617 varado tras sufrir un ataque con cargas de profundidad lanzadas por un Wellington del 179 Escuadrón de la RAF, fue destruido por la corbeta HMS Hyacinth (K84) y el dragaminas HMAS Wollongong (J172) el 12 de septiembre de 1943 en 35°13′N 3°21′O / 35.217, -3.350.
- El submarino alemán U-631 hundido por la corbeta HMS Sunflower (K41) el 17 de octubre de 1943 en 58°13′N 32°29′O / 58.217, -32.483.
- El submarino alemán U-282 hundido por los destructores HMS Vidette (D48) y HMS Duncan (D99) y la corbeta HMS Sunflower (K41) el 29 de octubre de 1943 en 55°28′N 31°57′O / 55.467, -31.950.
- El submarino alemán U-306 hundido por el destructor HMS Whitehall (D94) y la corbeta HMS Geranium (K16) el 31 de octubre de 1943 en 46°19′N 20°44′O / 46.317, -20.733.
- El submarino alemán U-536 hundido por la fragata HMS Nene (K270), y las corbetas HMCS Snowberry (K166) y HMCS Calgary (K231) el 20 de noviembre de 1943 en coord|43|50N|19|39|W}}.
- El submarino alemán U-757 hundido por la fragata HMS Bayntun (K310) y la corbeta HMCS Camrose (K154) el 8 de enero de 1944 en 50°33′N 18°3′O / 50.550, -18.050.
- El submarino alemán U-641 hundido por la corbeta HMS Violet (K35) el 19 de enero de 1944 en 50°25′N 18°49′O / 50.417, -18.817.
- El submarino alemán U-744 hundido por los destructores HMS Icarus (D03), HMCS Chaudiere (H99), HMCS Gatineau (H61), la fragata HMCS St. Catharines (K325), y las corbetas HMCS Fennel (K194), HMCS Chilliwack (K131), y HMS Kenilworth Castle (K42) el 6 de marzo de 1944 en 52°1′N 22°37′O / 52.017, -22.617.
- El submarino alemán U-845 hundido por los destructores HMS Forester (H74) y HMS St. Laurent (H83), la corbeta HMCS Owen Sound (K340) y la fragata HMCS Swansea (K328) el 10 de marzo de 1944 en 48°20′N 20°33′O / 48.333, -20.550.
- El submarino alemán U-741 hundido por la corbeta HMS Orchis (K76) el 15 de agosto de 1944 en 50°2′N 0°36′O / 50.033, -0.600.
- El submarino alemán U-1199 hundido por the destructor HMS Icarus (D03) y la corbeta HMS Mignonette (K38) el 21 de enero de 1945 en 49°57′N 5°42′O / 49.950, -5.700.

## Buques perdidos en acción
| Buque                     | Fecha                    | Destino |
| ------------------------- | ------------------------ | --- |
| FFL Alysse K100           | 9 de febrero de 1942     | Torpedeada y hundida por el U-654 mientras escoltaba el convoy ON-60 a unas 420 mn de Cabo Race en coordenadas 46°00′N 44°00′O / 46.000, -44.000. 36 tripulantes muertos. |
| FFL La Bastiaise          | 22 de junio de 1940      | Chocó contra una mina durante sus pruebas de mar en Hartlepool el día de su asignación. |
| FFL Mimosa                | 9 de junio de 1942       | Torpedeada y hundida por el U-124 mientras daba escolta al convoy ONS-100 en coordenadas 52°12′N 32°37′O / 52.200, -32.617. 58 tripulantes franceses y 6 británicos murieron; Los tripulantes franceses, provenían de San Pedro y Miguelón. 4 supervivientes, fueron rescatados por el HMCS Assiniboine (I18). |
| HMCS Alberni (K103)       | 21 de agosto de 1944     | Torpedeada y hundida por el U-480 mientras escoltaba un convoy en el Canal de la mancha al sur de St. Catherine's Point en coordenadas 50°18′N 0°51′O / 50.300, -0.850. 59 tripulantes murieron y 31 fueron rescatados por lanchas torpederas de la Royal Navy.                                                |
| HMCS Charlottetown (K244) | 11 de septiembre de 1942 | Torpedeada y hundida por el U-517 mientras escoltaba al convoy SQ-30 en el río San Lorenzo al norte del Cabo Chat en coordenadas 49°10′N 66°50′O / 49.167, -66.833. 9 tripulantes fallecieron. |
| HMCS Levis (K115)         | 19 de septiembre de 1941 | Torpedeada y hundida por el U-74 mientras escoltaba al convoy SC-44 al este del cabo Farewell, en Groenlandia en coordenadas 60°7′N 38°37′O / 60.117, -38.617. 18 tripulantes fallecieron y 91 fueron rescatados.                                                                                              |
| HMCS Louisburg (K143)     | 6 de febrero de 1943     | Bombardeada y torpedeada por aviones de la Luftwaffe mientras protegía al convoy KMF-8 en el Cabo Tenes en el mar Mediterráneo en coordenadas 36°15′N 0°15′E / 36.250, 0.250. 59 tripulantes fallecidos y 50 rescatados.                                                                                       |
| HMCS Regina (K234)        | 8 de agosto de 1944      | Torpedeada y hundida por el U-667 en coordenadas 50°42′N 5°3′O / 50.700, -5.050. 30 tripulantes muertos. |
| HMCS Shawinigan (K136)    | 25 de noviembre de 1944  | Torpedeada por el U-1228 en coordenadas 47°34′N 59°11′O / 47.567, -59.183. Sin supervivientes. |
| HMCS Spikenard (K198)     | 11 de febrero de 1942    | Torpedeada por el U-136 mientras escoltaba el convoy SC-67 al oeste de Malin Head en coordenadas 56°10′N 21°7′O / 56.167, -21.117. 8 tripulantes supervivientes. |
| HMCS Weyburn (K173)       | 25 de febrero de 1943    | Minada en el Cabo Espartel en coordenadas 36°46′N 6°2′O / 36.767, -6.033. 7 tripulantes fallecidos. |
| HMCS Windflower (K155)    | 7 de diciembre de 1941   | Abordada y hundida mientras escoltaba al convoy SC-58 tras colisionar con el mercante Zypenberg debido a la densa niebla en los grandes bancos en coordenadas 46°19′N 49°30′O / 46.317, -49.500. 23 tripulantes desaparecidos.                                                                                 |
| HMS Abelia (K184)         | 9 de enero de 1944       | Torpedeada y gravemente dañada por un U-Boot no identificado. |
| HMS Arbutus (K86)         | 5 de febrero de 1942     | Torpedeada y hundida por el U-136 al oeste de Erris Head (Irlanda) en coordenadas 55°5′N 18°43′O / 55.083, -18.717. |
| HMS Asphodel (K56)        | 10 de marzo de 1944      | Torpedeada y hundida por el U-575 mientras escoltaba a los convoyes SL-150 y MKS-41 en coordenadas 45°24′N 18°9′O / 45.400, -18.150. 92 tripulantes fallecidos y 5 supervivientes rescatados por la HMS Clover (K134).                                                                                         |
| HMS Auricula (K12)        | 6 de mayo de 1942        | Minada en, Madagascar en coordenadas 12°12′N 49°19′E / 12.200, 49.317. Se hundió al día siguiente mientras era remolcada. |
| HMS Bluebell (K80)        | 17 de febrero de 1945    | Torpedeada y hundida por el U-711 en coordenadas 69°36′N 35°29′E / 69.600, 35.483 a la entrada de Murmansk. |
| HMS Bryony (K192)         | 15 de abril de 1941      | Bombardeada y hundida durante sus pruebas de mar por la Luftwaffe. Reflotada y reparada. Transferida a la Real Armada de Noruega en 1947 como KNM Polarfront. |
| HMS Erica (K50)           | 9 de febrero de 1943     | Minada y hundida mientras escoltaba un convoy en el Mediterráneo en coordenadas 32°48′N 21°10′E / 32.800, 21.167. Toda la tripulación fue rescatada por el HMS Southern Maid. |
| HMS Fleur de Lys (K122)   | 14 de octubre de 1941    | Torpedeada y hundida por el U-206 al oeste de Gibraltar en coordenadas 36°0′N 6°30′O / 36.000, -6.50036-00N, 06-30W. 3 supervivientes. |
| HMS Gardenia (K99)        | 9 de noviembre de 1941   | Abordada y hundida en Orán al colisionar con el HMS Fluellen (T157). |
| HMS Gladiolus (K34)       | 17 de octubre de 1941    | Torpedeada y hundida por el U-558 mientras escoltaba al SC-48 al sur de Islandia en coordenadas 57°0′N 25°0′O / 57.000, -25.000. Sin supervivientes. |
| HMS Godetia (K72)         | 6 de septiembre de 1940  | Abordada y hundida a 3 mn de Altacarry Head en coordenadas 55°18′N 5°57′O / 55.300, -5.950 tras colisionar con el mercante Marsa. |
| HMS Hollyhock (K64)       | 9 de abril de 1942       | Bombardeada y hundida por aviones japoneses al este de Ceylan en coordenadas 7°21′N 81°57′E / 7.350, 81.950. |
| HMS Marigold (K87)        | 9 de diciembre de 1942   | Torpedeada y hundidas por aviones de la Regia Aeronautica mientras escoltaba al convoy KMS-3Y en Argelia en coordenadas 36°50′N 3°0′E / 36.833, 3.000. 40 tripulantes muertos. |
| HMS Orchis (K76)          | 21 de agosto de 1944     | Minada y gravemente dañada. Encalló en la playa Juno y fue declarada pérdida total. |
| HMS Picotee (K63)         | 12 de agosto de 1941     | Torpedeada y hundida por el submarino U-568 mientras esscoltaba al convoy ONS-4 al sur de Islandia en coordenadas coordenadas 62°0′N 16°1′O / 62.000, -16.017 con la pérdida de toda su tripulación. |
| HMS Pink (K137)           | 27 de junio de 1944      | Torpedeada y gravemente dañada por el U-988 en Normandía en coordenadas 49°48′N 0°49′O / 49.800, -0.817. Declarada pérdida total y desguazada en 1947 en Llanelly. |
| HMS Polyanthus (K47)      | 21 de septiembre de 1943 | Torpedeada y hundida por el U-952 mientras daba escolta al convoy ON-202 en coordenadas 57°0′N 31°10′O / 57.000, -31.167. 1 superviviente rescatado por la HMS Itchen (K227), que falleció cuando este buque fue Torpedeada por el U-666 el 23 de septiembre de 1943.                                          |
| HMS Salvia (K97)          | 24 de diciembre de 1941  | Torpedeada y hundida por el U-568 al oeste de Alejandría, Egipto en coordenadas 31°46′N 28°0′E / 31.767, 28.000. Sin supervivientes. |
| HMS Samphire (K128)       | 30 de enero de 1943      | Torpedeada y hundida por el submarino italiano Platino mientras escoltaba al convoy TE-14 en coordenadas 36°56′N 5°40′E / 36.933, 5.667. |
| HMS Snapdragon (K10)      | 19 de noviembre de 1942  | Bombardeada y hundida por la Luftwaffe al noroeste de Bengasi en coordenadas 32°18′N 19°54′E / 32.300, 19.900. |
| HMS Vervain (K190)        | 20 de febrero de 1945    | Torpedeada y hundida por el U-1276 al sudeste de Dungarvan (Irlanda) en coordenadas 51°47′N 7°6′O / 51.783, -7.100. |
| HMS Zinnia (K98)          | 23 de agosto de 1941     | Torpedeada y hundida por el U-564 mientras escoltaba al convoy OG-71 al oeste de Portugal en coordenadas 40°25′N 10°40′O / 40.417, -10.667. |
| KNM Montbretia            | 18 de noviembre de 1942  | Torpedeada y hundida por el U-262 en coordenadas 53°37′N 38°15′O / 53.617, -38.250. 48 tripulantes muertos y 23 tripulantes rescatados por la KNM Potentilla. |
| HMCS Trentonian (K368)    | 22 de febrero de 1945    | Torpedeada y hundida por el U-1004 en coordenadas 50°6′N 4°50′O / 50.100, -4.833. 6 fallecidos. |

## Buques
La Royal Navy ordenó las primeras 145 unidades dentro del programa de preguerra de 1939. Ya con la guerra iniciada se ordenaron otras 58 unidades, diez de ellas a astilleros canadienses. En 1940 se ordenaron 4 unidades para la marina francesa y otras 31 para la británica.
Respecto a las Flower modificadas, las primeras 27 se ordenaron por la Royal Navy en los programas de construcción de 1941 y 1942. Otras 15 se pidieron a astilleros canadienses, 10 de las cuales fueron transferidas a la US Navy dentro del programa de Préstamo y Arriendo. En total los astilleros canadienses recibieron por parte de la Royal Navy el encargo de 70 Flower y 34 Flower modificadas, aunque algunas se fabricaron para la Royal Canadian Navy, que recibió a su vez muchas transferidas por la Royal Navy, así como otras 7 por parte de la US Navy. 
Por su parte la Marine Nationale francesa ordenó la construcción de 6 unidades clase Flower a astilleros de St. Nazaire, tres de las cuales fueron completadas por los alemanes tras la ocupación y sirvieron en la Kriegsmarine. Adicionalmente de las 4 encargadas por la marina francesa a astilleros británicos, tres se completaron para la Royal Navy y la otra fue entregada a Francia el mismo día de su capitulación en 1940.
Las siguientes tablas listan todas las corbetas de la clase Flower que sirvieron en las armadas aliadas durante la Segunda Guerra Mundial.

### Clase Flower (original)

#### Armada de la Francia Libre
| Buque                             | Constructor                          | Puesta en grada          | Botadura              | Asignada                 | Destino              | Destino |
| --------------------------------- | ------------------------------------ | ------------------------ | --------------------- | ------------------------ | -------------------- | --- |
| FFL Aconit                        | Ailsa Shipbuilding Co. Ltd., Troon   | 25 de marzo de 1940      | 31 de marzo de 1941   | 23 de julio de 1941      | 30 de abril de 1947  | Anteriormente HMS Aconite (K58). Transferida el 23 de julio de 1941 a la Francia Libre. Devuelta a la Royal Navy el 30 de abril de 1947. |
| FFL Alysse                        | George Brown and Company, Greenock   | 24 de junio de 1940      | 3 de marzo de 1941    | 17 de junio de 1941      | 9 de febrero de 1942 | Anteriormente HMS Alyssum (K100). Transferida el 17 de junio de 1941 a la Francia Libre. Torpedeada y hundida el 9 de febrero de 1942 por el U-654 mientras escoltaba al convoy ON-60 aproximadamente a 420 mn al este de Cabo Race en coordenadas 46°0′N 44°0′O / 46.000, -44.000. 36 tripulantes fallecidos.                                                                       |
| FFL Commandant d’Estienne d’Orves | Charles Hill & Sons Ltd., Bristol    | 26 de mayo de 1941       | 17 de enero de 1942   | 23 de mayo de 1942       | 31 de mayo de 1947   | Anteriormente HMS Lotus (K93), Transferida el 23 de mayo de 1942 a la Francia Libre antes de ser completado. Devuelta a la Royal Navy el 31 de mayo de 1947. |
| FFL Commandant Detroyat           | Hall, Russell & Co., Aberdeen        | 19 de septiembre de 1940 | 9 de junio de 1941    | 16 de septiembre de 1941 | 1947                 | Anteriormente HMS Coriander (K183). Transferida el 16 de septiembre de 1941 a la Francia Libre. Devuelta a la Royal Navy en 1947. |
| FFL Commandant Drogou             | Harland & Wolff Ltd., Belfast        | 17 de diciembre de 1940  | 11 de abril de 1941   | 15 de enero de 1942      | mayo de 1947         | Anteriormente HMS Chrysanthemum (K195). Transferida el 26 de enero de 1942 a la Francia Libre. Devuelta a la Royal Navy en mayo de 1947. |
| FFL La Bastiaise                  | Smiths Dock Company, South Bank      | 18 de noviembre de 1939  | 8 de abril de 1940    | 22 de junio de 1940      | 22 de junio de 1940  | Primera y única corbeta de clase Flower asignada en la Armada de Francia antes de la caída de Francia. Hundida por una mina en Hartlepool durante sus pruebas de mar el día de su asignación. |
| FFL Lobelia                       | Alexander Hall and Company, Aberdeen | 27 de junio de 1940      | 15 de febrero de 1941 | 16 de julio de 1941      | abril de 1947        | Anteriormente HMS Lobelia (K05). Transferida el 16 de julio de 1941 a la Francia Libre. Devuelta a la Royal Navy en abril de 1947. |
| FFL Mimosa                        | Charles Hill & Sons Ltd., Bristol    | 22 de abril de 1940      | 18 de enero de 1941   | 11 de mayo de 1941       | 9 de junio de 1942   | Anteriormente HMS Mimosa (K11). Transferida el 11 de mayo de 1941 a la Francia Libre. Torpedeada y hundida el 9 de junio de 1942 por el submarino alemán U-124 mientras prestaba escolta al convoy ONS-100 en coordenadas 52°12′N 32°37′O / 52.200, -32.617. 58 tripulantes franceses y 6 británicos fallecieron; 4 supervivientes, fueron rescatados por el HMCS Assiniboine (I18). |
| FFL Renoncule                     | W. Simons & Co., Renfrew             | 19 de julio de 1940      | 25 de junio de 1941   | 28 de julio de 1941      | 1947                 | Anteriormente HMS Ranonculus (K117). Transferida el 28 de julio de 1941 a la Francia Libre. Devuelta a la Royal Navy en 1947. |
| FFL Roselys                       | J. Lewis & Sons Ltd., Aberdeen       | 4 de noviembre de 1940   | 28 de mayo de 1941    | 19 de septiembre de 1941 | 1947                 | Anteriormente HMS Sundew (K57). Transferida el 19 de septiembre de 1941 a la Francia Libre. Devuelta a la Royal Navy en 1947. |

#### Marina Real Canadiense
Las corbetas canadienses diferían de las británicas en muchos pequeños detalles. El más evidente era la colocación de la plataforma trasera del cañón tras la claraboya del cuarto de motores, esto le daba un arco de tiro más amplio. Los barcos canadienses montaban a veces en dicha posición un montaje doble de 12,5mm.
| Buque                       | Constructor                                                      | Puesta en grada                              | Botadura                 | Asignada                 | Destino                                        | Destino |
| --------------------------- | ---------------------------------------------------------------- | -------------------------------------------- | ------------------------ | ------------------------ | ---------------------------------------------- | --- |
| HMCS Agassiz (K129)         | Burrard Dry Dock Co. Ltd., North Vancouver                       | 29 de abril de 1940                          | 15 de agosto de 1940     | 23 de enero de 1941      | 14 de junio de 1945                            | Vendida. |
| HMCS Alberni (K103)         | Yarrows Limited\|Yarrows Ltd., Esquimalt                         | 29 de abril de 1940                          | 22 de agosto de 1940     | 4 de febrero de 1941     | 21 de agosto de 1944                           | Torpedeada y hundida por el submarino alemán U-480 el mientras escoltaba un convoy en el Canal de la Mancha en coordenadas 50°18′N 0°51′O / 50.300, -0.850. 59 tripulantes muertos y 31 rescatados por torpederos de la Royal Navy MTB-469 y MTB-470. |
| HMCS Algoma (K127)          | Port Arthur Shipbuilding Co., Port Arthur (Ontario)              | 18 de junio de 1940                          | 17 de diciembre de 1940  | 11 de julio de 1941      | 6 de julio de 1945                             | Transferida a Venezuela como ARV Constitución. |
| HMCS Amherst (K148)         | Saint John Dry Dock and Shipbuilding Co. Ltd., Saint John        | 23 de mayo de 1940                           | 4 de diciembre de 1940   | 5 de agosto de 1941      | 16 de julio de 1945                            | Hundida mientras era remolcada. |
| HMCS Arrowhead (K145)       | Marine Industries Limited, Sorel                                 | 11 de abril de 1940                          | 8 de agosto de 1940      | 22 de noviembre de 1940  | 27 de junio de 1945                            | Anteriormente HMS Arrowhead (K145). Transferida a la RCN el 22 de noviembre de 1940. Devuelta a la Royal Navy. |
| HMCS Arvida (K113)          | Morton Engineering and Dry Dock Company, Quebec                  | 28 de febrero de 1940                        | 21 de septiembre de 1940 | 22 de mayo de 1941       | 14 de junio de 1945                            | Vendida el 19501950 a España como buque mercante La Ceie. |
| HMCS Baddeck (K147)         | Davie Shipbuilding & Repairing Co. Ltd., Lauzon                  | 14 de agosto de 1940                         | 20 de noviembre de 1940  | 18 de mayo de 1941       | 4 de julio de 1945                             | Vendida el 1947 como buque mercante Efthai. |
| HMCS Barrie (K138)          | Collingwood Shipyards, Collingwood                               | 4 de abril de 1940                           | 23 de noviembre de 1940  | 12 de mayo de 1941       | 26 de junio de 1945                            | Vendida el 1947 como buque mercante Gasestado. |
| HMCS Battleford (K165)      | Collingwood Shipyards, Collingwood                               | 30 de septiembre de 1940 15 de abril de 1941 | 31 de julio de 1941      | 18 de julio de 1945      | Vendida el 1946 a Venezuela como ARV Libertad. | |
| HMCS Bittersweet (K182)     | Marine Industries Limited, Sorel                                 | 17 de abril de 1940                          | 12 de septiembre de 1940 | 23 de enero de 1941      | 22 de junio de 1945                            | Anteriormente HMS Bittersweet (K182). Transferida a la RCN el 23 de enero de 1941. Devuelta a la Royal Navy. |
| HMCS Brandon (K149)         | Davie Shipbuilding & Repairing Co. Ltd., Lauzon                  | 10 de octubre de 1940                        | 29 de abril de 1941      | 22 de julio de 1941      | 22 de junio de 1945                            | Vendida el 5 de octubre de 1945. |
| HMCS Brantford (K218)       | Midland Shipyards, Midland                                       | 24 de febrero de 1941                        | 6 de septiembre de 1941  | 15 de mayo de 1942       | 17 de agosto de 1945                           | Vendida el 1950 como buque mercante Olympic Arrow. |
| HMCS Buctouche (K179)       | Davie Shipbuilding & Repairing Co. Ltd., Lauzon                  | 14 de agosto de 1940                         | 20 de noviembre de 1940  | 5 de junio de 1941       | 15 de junio de 1945                            | Vendida el 23 de octubre de 1945. Desguazado en el año 1949 en Hamilton. |
| HMCS Calgary (K231)         | Marine Industries Limited, Sorel                                 | 22 de marzo de 1941                          | 23 de agosto de 1941     | 16 de diciembre de 1941  | 19 de junio de 1945                            | Vendida el 30 de agosto de 1946. Desguazada en el año 1951 en Hamilton. |
| HMCS Camrose (K154)         | Marine Industries Limited, Sorel                                 | 17 de septiembre de 1940                     | 16 de noviembre de 1940  | 30 de junio de 1941      | 22 de julio de 1945                            | Desguazada en Canadá. |
| HMCS Chambly (K116)         | Canadian Vickers Ltd., Montreal                                  | 20 de febrero de 1940                        | 29 de julio de 1940      | 18 de diciembre de 1940  | 20 de junio de 1945                            | Vendida el 1952 a los Países Bajos como buque mercante Sonia Vinkle. Desguazada el octubre de 1966 en Santander. |
| HMCS Charlottetown (K244)   | Kingston Shipbuilding, Kingston                                  | 7 de junio de 1941                           | 10 de septiembre de 1941 | 13 de diciembre de 1941  | 11 de septiembre de 1942                       | Torpedeada y hundida por el submarino alemán U-517 mientras escoltaba al convoy SQ-30 en el río San Lorenzo en coordenadas 49°10′N 66°50′O / 49.167, -66.833. 9 tripulantes fallecidos. |
| HMCS Chicoutimi (K156)      | Canadian Vickers Ltd., Montreal                                  | 5 de julio de 1940                           | 16 de octubre de 1940    | 12 de mayo de 1941       | 16 de junio de 1945                            | Desguazada en 1946 en Hamilton. |
| HMCS Chilliwack (K131)      | Burrard Dry Dock\|Burrard Dry Dock Co. Ltd., North Vancouver     | 3 de julio de 1940                           | 14 de septiembre de 1940 | 8 de abril de 1941       | 14 de julio de 1945                            | Vendida el 5 de octubre de 1945. Desguazada en 1946 en Hamilton. |
| HMCS Cobalt (K124)          | Port Arthur Shipbuilding Co., Port Arthur (Ontario)              | 1 de abril de 1940                           | 17 de agosto de 1940     | 25 de noviembre de 1940  | 17 de junio de 1945                            | Vendida el 1953 a los Países Bajos como buque mercante Johanna W. Vinke. Desguazada el 15 de diciembre de 1961 en Sudáfrica. |
| HMCS Collingwood (K180)     | Collingwood Shipyards, Collingwood                               | 2 de marzo de 1940                           | 27 de julio de 1940      | 19 de noviembre de 1940  | 23 de julio de 1945                            | Desguazada en 1950 en Hamilton. |
| HMCS Dauphin (K157)         | Canadian Vickers Ltd., Montreal                                  | 6 de julio de 1940                           | 24 de octubre de 1940    | 17 de mayo de 1941       | 20 de junio de 1945                            | Vendida en 1949 a Honduras como buque mercante Cortés. |
| HMCS Dawson (K104)          | Victoria Machinery Depot Co. Ltd., Victoria (Columbia británica) | 7 de septiembre de 1940                      | 8 de febrero de 1941     | 6 de octubre de 1941     | 19 de junio de 1945                            | Desguazada en 1946 en Hamilton. |
| HMCS Drumheller (K167)      | Collingwood Shipyards, Collingwood                               | 4 de diciembre de 1940                       | 5 de julio de 1941       | 13 de septiembre de 1941 | 11 de julio de 1945                            | Desguazada en 1949 en Hamilton. |
| HMCS Dundas (K229)          | Victoria Machinery Depot Co. Ltd., Victoria (Columbia británica) | 19 de marzo de 1941                          | 25 de julio de 1941      | 1 de abril de 1942       | 17 de julio de 1945                            | Vendida el 23 de octubre de 1945. |
| HMCS Dunvegan (K177)        | Marine Industries Limited, Sorel                                 | 30 de agosto de 1940                         | 11 de diciembre de 1940  | 9 de septiembre de 1941  | 3 de julio de 1945                             | Vendida en 1946 a Venezuela como ARV Independencia. Desguazada en 1953. |
| HMCS Edmundston (K106)      | Yarrows Limited\|Yarrows Ltd., Esquimalt                         | 23 de agosto de 1940                         | 22 de febrero de 1941    | 21 de octubre de 1941    | 16 de junio de 1945                            | Vendida en 1948 a Liberia como buque mercante Amapala. |
| HMCS Eyebright (K150)       | Canadian Vickers Ltd., Montreal                                  | 20 de febrero de 1940                        | 22 de julio de 1940      | 26 de noviembre de 1940  | 17 de junio de 1945                            | Anteriormente HMS Eyebright (K150) . Transferida a la RCN el 26 de noviembre de 1940. Devuelta a la Royal Navy. |
| HMCS Fennel (K194)          | Marine Industries Limited, Sorel                                 | 29 de marzo de 1940                          | 20 de agosto de 1940     | 15 de mayo de 1941       | 12 de junio de 1945                            | Anteriormente HMS Fennel (K194) . Transferida a la RCN el 15 de mayo de 1941. Devuelta a la Royal Navy. |
| HMCS Fredericton (K245)     | Marine Industries Limited, Sorel                                 | 22 de marzo de 1941                          | 2 de septiembre de 1941  | 8 de diciembre de 1941   | 14 de julio de 1945                            | Vendida en 1946 como buque mercante Tra Los Montes. Revendida en 1950 como ballenero Olympic Fighter y en 1956 como Otori Maru No. 6. |
| HMCS Galt (K163)            | Collingwood Shipyards, Collingwood                               | 27 de mayo de 1940                           | 28 de diciembre de 1940  | 15 de mayo de 1941       | 21 de junio de 1945                            | Vendida el 5 de octubre de 1945. Desguazada en 1946 en Hamilton. |
| HMCS Halifax (K237)         | Collingwood Shipyards, Collingwood                               | 26 de abril de 1941                          | 4 de octubre de 1941     | 26 de noviembre de 1941  | 12 de julio de 1945                            | Vendida en 1945 como buque mercante Halifax. |
| HMCS Hepatica (K159)        | Davie Shipbuilding & Repairing Co. Ltd., Lauzon                  | 24 de febrero de 1940                        | 6 de julio de 1940       | 15 de mayo de 1941       | 27 de junio de 1945                            | Anteriormente HMS Hepatica (K159). Transferida a la RCN el 15 de mayo de 1941. Devuelta a la Royal Navy. |
| HMCS Kamloops (K176)        | Victoria Machinery Depot Co. Ltd., Victoria (Columbia británica) | 29 de abril de 1940                          | 7 de agosto de 1940      | 17 de marzo de 1941      | 27 de junio de 1945                            | Vendida el 19 de octubre de 1945. |
| HMCS Kamsack (K171)         | Port Arthur Shipbuilding Co., Port Arthur (Ontario)              | 20 de noviembre de 1940                      | 5 de mayo de 1941        | 4 de octubre de 1941     | 22 de julio de 1945                            | Vendida en 1945 a Venezuela como ARV Carabobo. Perdida en diciembre de 1945. |
| HMCS Kenogami (K125)        | Port Arthur Shipbuilding Co., Port Arthur (Ontario)              | 20 de abril de 1940                          | 5 de septiembre de 1940  | 29 de junio de 1941      | 9 de julio de 1945                             | Desguazada en enero de 1950 en Canadá. |
| HMCS Kitchener (K225)       | Davie Shipbuilding & Repairing Co. Ltd., Lauzon                  | 28 de febrero de 1941                        | 18 de noviembre de 1941  | 28 de junio de 1942      | 11 de julio de 1945                            | Anteriormente HMCS Vancouver (K225). Desguazada en septiembre de 1949 en Canadá. |
| HMCS La Malbaie (K273)      | Marine Industries Limited, Sorel                                 | 22 de marzo de 1941                          | 25 de octubre de 1941    | 28 de abril de 1942      | 28 de junio de 1945                            | Anteriormente HMCS Fort William (K236). Vendida el 17 de octubre de 1945. |
| HMCS Lethbridge (K160)      | Canadian Vickers Ltd., Montreal                                  | 5 de agosto de 1940                          | 21 de noviembre de 1940  | 25 de junio de 1941      | 23 de julio de 1945                            | Vendida en 1952 a los Países Bajos como buque mercante Nicolaas Vinke. Desguazada en septiembre de 1966 en Santander. |
| HMCS Levis (K115)           | Davie Shipbuilding & Repairing Co. Ltd., Lauzon                  | 11 de marzo de 1940                          | 4 de septiembre de 1940  | 16 de mayo de 1941       | 19 de septiembre de 1941                       | Torpedeada y hundida por el submarino alemán U-74 mientras escoltaba al convoy SC-44 al este del Cabo Farewell en coordenadas 60°7′N 38°37′O / 60.117, -38.617. 18 tripulantes muertos y 91 rescatados. |
| HMCS Louisburg (K143)       | Morton Engineering and Dry Dock Company, Quebec                  | 4 de octubre de 1940                         | 27 de mayo de 1941       | 2 de octubre de 1941     | 6 de febrero de 1943                           | Bombardeada y torpedeada por aeronaves de la Luftwaffe mientras escoltaba al convoy KMF-8 en la zona del Cabo Tenes en el mar Mediterráneo en coordenadas 36°15′N 0°15′E / 36.250, 0.250. 59 tripulantes muertos, 50 rescatados. |
| HMCS Lunenburg (K151)       | Davie Shipbuilding & Repairing Co. Ltd., Lauzon                  | 28 de septiembre de 1940                     | 10 de julio de 1941      | 4 de diciembre de 1941   | 23 de julio de 1945                            | Desguazada en junio de 1946 en Canadá. |
| HMCS Matapedia (K112)       | Morton Engineering and Dry Dock Company, Quebec                  | 2 de febrero de 1940                         | 14 de septiembre de 1940 | 9 de mayo de 1941        | 16 de junio de 1945                            | Desguazada en diciembre de 1950 en Canadá. |
| HMCS Mayflower (K191)       | Canadian Vickers Ltd., Montreal                                  | 20 de febrero de 1940                        | 3 de julio de 1940       | 15 de mayo de 1941       | 31 de mayo de 1945                             | Anteriormente HMS Mayflower (K191). Transferida a la RCN el 15 de mayo de 1941. Devuelta a la Royal Navy. |
| HMCS Midland (K220)         | Midland Shipyards., Midland (Ontario)                            | 24 de febrero de 1941                        | 25 de junio de 1941      | 17 de noviembre de 1941  | 15 de julio de 1945                            | Vendida el 19 de noviembre de 1945. Desguazada en 1946 en Fort William. |
| HMCS Moncton (K139)         | Saint John Dry Dock and Shipbuilding Co. Ltd., Saint John        | 17 de diciembre de 1940                      | 11 de agosto de 1941     | 24 de abril de 1942      | 12 de diciembre de 1945                        | Vendida en 1955 a los Países Bajos como buque mercante Willem Vinke. Desguazado en 1966 en Santander. |
| HMCS Moosejaw (K164)        | Collingwood Shipyards, Collingwood                               | 12 de agosto de 1940                         | 9 de abril de 1941       | 19 de junio de 1941      | 8 de julio de 1945                             | Desguazada en septiembre de 1949 en Canadá. |
| HMCS Morden (K170)          | Port Arthur Shipbuilding Co., Port Arthur (Ontario)              | 25 de octubre de 1940                        | 5 de mayo de 1941        | 6 de septiembre de 1941  | 29 de junio de 1945                            | Desguazada en noviembre de 1946 en Canadá. |
| HMCS Nanaimo (K101)         | Yarrows Limited\|Yarrows Ltd., Esquimalt                         | 27 de marzo de 1940                          | 28 de octubre de 1940    | 26 de abril de 1941      | 28 de septiembre de 1945                       | Vendida en 1953 a los Países Bajos como buque mercante Rene W. Vinke. |
| HMCS Napanee (K118)         | Kingston Shipbuilding, Kingston                                  | 20 de marzo de 1940                          | 31 de agosto de 1940     | 12 de mayo de 1941       | 12 de julio de 1945                            | Desguazado en junio de 1946 en Canadá. |
| HMCS New Westminster (K228) | Victoria Machinery Depot Co. Ltd., Victoria (Columbia británica) | 4 de febrero de 1941                         | 14 de mayo de 1941       | 31 de enero de 1942      | 21 de junio de 1945                            | Vendida en 1950 como buque mercante Elisa. Revendida en 1952 como buque mercante Portoviejo y en 1954 como buque mercante Azura. Desguazada en 1966 en Tampa. |
| HMCS Oakville (K178)        | Port Arthur Shipbuilding Co., Port Arthur (Ontario)              | 21 de diciembre de 1940                      | 21 de junio de 1941      | 18 de noviembre de 1941  | 20 de julio de 1945                            | Vendida en 1946 a Venezuela como ARV Patria. |
| HMCS Orillia (K119)         | Collingwood Shipyards, Collingwood                               | 4 de marzo de 1940                           | 15 de septiembre de 1940 | 25 de noviembre de 1940  | 2 de julio de 1945                             | Desguazada en julio de 1951 en Canadá. |
| HMCS Pictou (K146)          | Davie Shipbuilding & Repairing Co. Ltd., Lauzon                  | 12 de julio de 1940                          | 5 de octubre de 1940     | 29 de abril de 1941      | 12 de julio de 1945                            | Vendida en 1950 como buque mercante Olympic Chaser. Revendida en 1956 como buque mercante Otori Maru No. 7. Convertida en 1963 en barcaza. |
| HMCS Port Arthu (K233)      | Port Arthur Shipbuilding Co., Port Arthur (Ontario)              | 28 de abril de 1941                          | 18 de septiembre de 1941 | 26 de mayo de 1942       | 11 de julio de 1945                            | Vendida el 23 de octubre de 1945. Desguazada en 1948 en Hamilton. |
| HMCS Prescott (K161)        | Kingston Shipbuilding, Kingston                                  | 31 de agosto de 1940                         | 7 de enero de 19641      | 26 de junio de 1941      | 20 de julio de 1945                            | |
| HMCS Quesnel (K133)         | Victoria Machinery Depot Co. Ltd., Victoria (Columbia británica) | 9 de mayo de 1940                            | 12 de noviembre de 1940  | 23 de mayo de 1941       | 3 de julio de 1945                             | Vendida el 5 de octubre de 1945. Desguazada en 1946 en Hamilton. |
| HMCS Regina (K234)          | Marine Industries Limited, Sorel                                 | 22 de marzo de 1941                          | 14 de octubre de 1941    | 22 de enero de 1942      | 8 de agosto de 1944                            | Torpedeada y hundida por el submarino alemán U-667 en Trevose Head en coordenadas 50°42′N 5°03′O / 50.700, -5.050. 30 tripulantes muertos. |
| HMCS Rimouski (K121)        | Davie Shipbuilding & Repairing Co. Ltd., Lauzon                  | 12 de julio de 1940                          | 3 de octubre de 1940     | 26 de abril de 1941      | 24 de julio de 1945                            | Desguazada en diciembre de 1950 en Canadá. |
| HMCS Rosthern (K169)        | Port Arthur Shipbuilding Co., Port Arthur (Ontario)              | 18 de junio de 1940                          | 30 de noviembre de 1940  | 17 de junio de 1941      | 19 de julio de 1945                            | Desguazada en junio de 1946 en Canadá. |
| HMCS Sackville (K181)       | Saint John Dry Dock and Shipbuilding Co. Ltd., Saint John        | 28 de mayo de 1940                           | 15 de mayo de 1941       | 30 de diciembre de 1941  | 8 de abril de 1946                             | Transferida en 1953 al Departamento de pesquerías y océanos de Canadá of Fisheries and Oceans (Canadá)\|Department of Fisheries]] como buque de investigación Sackville. Adquirido en 1982 por la asociación Canadian Naval Corbeta Trust y restaurada con su configuración de 1944. Se conserva como buque museo en el Museo Marítimo del Atlántico, en la ciudad de [[Halifax, propiedad de la asociación Canadian Naval Memorial Trust. |
| HMCS Saskatoon (K158)       | Canadian Vickers Ltd., Montreal                                  | 9 de agosto de 1940                          | 7 de noviembre de 1940   | 9 de junio de 1941       | 25 de junio de 1945                            | Vendida en 1948 como buque ballenero Tra los Montes. Revendida en 1950 como buque mercante Olympic Fighter, en 1956 como Otori Maru No. 6, y en 1961 como Kyo Maru No. 20. |
| HMCS Shawinigan (K136)      | Davie Shipbuilding & Repairing Co. Ltd., Lauzon                  | 4 de junio de 1940                           | 16 de mayo de 1941       | 19 de septiembre de 1941 | 25 de noviembre de 1944                        | Torpedeada y hundida con todos sus tripulantes por el submarino alemán U-1228 en el estrecho Cabot en coordenadas 47°34′N 59°11′O / 47.567, -59.183. |
| HMCS Shediac (K110)         | Davie Shipbuilding & Repairing Co. Ltd., Lauzon                  | 5 de octubre de 1940                         | 29 de abril de 1941      | 8 de julio de 1941       | 28 de agosto de 1945                           | Vendido en 1954 a los Países Bajos como buque mercante Jooske W. Vinke. Desguazado en 1966 en Santander. |
| HMCS Sherbrooke (K152))     | Marine Industries Limited, Sorel                                 | 5 de agosto de 1940                          | 25 de octubre de 1940    | 5 de junio de 1941       | 28 de junio de 1945                            | Desguazada en mayo de 1947 en Canadá. |
| HMCS Snowberry (K166)       | Davie Shipbuilding & Repairing Co. Ltd., Lauzon                  | 24 de febrero de 1940                        | 8 de agosto de 1940      | 26 de noviembre de 1940  | 8 de junio de 1945                             | Anteriormente HMS Snowberry (K166). Transferida a la RCN el 26 de noviembre de 1940. Devuelta a la Royal Navy. |
| HMCS Sorel (K153)           | Marine Industries Limited, Sorel                                 | 24 de agosto de 1940                         | 16 de noviembre de 1940  | 19 de agosto de 1941     | 22 de junio de 1945                            | Vendida el 16 de noviembre de 1945. |
| HMCS Spikenard (K198)       | Davie Shipbuilding & Repairing Co. Ltd., Lauzon                  | 24 de febrero de 1940                        | 10 de agosto de 1940     | 15 de mayo de 1941       | 11 de febrero de 1942                          | Anteriormente HMS Spikenard (K198). Transferida a la RCN el 15 de mayo de 1941. Torpedeada y hundida por el submarino alemán U-136 mientras escoltaba al convoy SC-67 al oeste de Malin Head en coordenadas 56°10′N 21°07′O / 56.167, -21.117. 8 tripulantes supervivientes. |
| HMCS Sudbury (K162)         | Kingston Shipbuilding, Kingston                                  | 25 de enero de 1941                          | 31 de mayo de 1941       | 15 de octubre de 1941    | 28 de agosto de 1945                           | Vendida en 1949 como buque mercante Sudbury. Desguazado en 1967. |
| HMCS Summerside (K141)      | Morton Engineering and Dry Dock Company, Quebec                  | 4 de octubre de 1940                         | 7 de mayo de 1941        | 11 de septiembre de 1941 | 6 de julio de 1945                             | Desguazada en junio de 1946 en Canadá. |
| HMCS The Pas (K168)         | Collingwood Shipyards, Collingwood                               | 7 de enero de 1941                           | 16 de agosto de 1941     | 21 de octubre de 1941    | 24 de julio de 1945                            | Vendida el 16 de septiembre de 1945. Desguazada en 1946 en Hamilton. |
| HMCS Timmins (K223)         | Yarrows Limited\|Yarrows Ltd., Esquimalt                         | 14 de diciembre de 1940                      | 26 de junio de 1941      | 10 de febrero de 1942    | 15 de julio de 1945                            | Vendida en 1948 como buque mercante Guayaquil. Perdida el 3 de agosto de 1960. |
| HMCS Trail (K174)           | Burrard Dry Dock\|Burrard Dry Dock Co. Ltd., North Vancouver     | 20 de julio de 1940                          | 16 de octubre de 1940    | 30 de abril de 1941      | 17 de julio de 1945                            | Desguazada en agosto de 1950 en Canadá. |
| HMCS Trillium (K172)        | Canadian Vickers Ltd., Montreal                                  | 20 de febrero de 1940                        | 26 de junio de 1940      | 31 de octubre de 1940    | 27 de junio de 1945                            | Anteriormente HMS Trillium (K172). Transferida a la RCN el 31 de octubre de 1940. Devuelta a la Royal Navy. |
| HMCS Vancouver (K240)       | Yarrows Limited\|Yarrows Ltd., Esquimalt                         | 16 de junio de 1941                          | 26 de agosto de 1941     | 20 de marzo de 1942      | 26 de junio de 1945                            | Anteriormente HMCS Kitchener (K240). |
| HMCS Ville de Quebec (K242) | Morton Engineering and Dry Dock Company, Quebec                  | 7 de junio de 1941                           | 12 de noviembre de 1941  | 24 de mayo de 1942       | 6 de julio de 1945                             | Vendida en 1946 como buque mercante Dispina. Revendida en 1947 como buque mercante Dorothea Paxos, en 1948 como Tanya y en 1949 como Medex. |
| HMCS Wetaskiwin (K175)      | Burrard Dry Dock\|Burrard Dry Dock Co. Ltd., North Vancouver     | 11 de abril de 1940                          | 18 de julio de 1940      | 17 de diciembre de 1940  | 19 de junio de 1945                            | Anteriormente HMCS Banff (K175). Vendida en 1946 a Venezuela como ARV Victoria. |
| HMCS Weyburn (K173)         | Port Arthur Shipbuilding Co., Port Arthur (Ontario)              | 21 de diciembre de 1940                      | 26 de julio de 1941      | 26 de noviembre de 1941  | 22 de febrero de 1943                          | Minada el 22 de febrero de 1943 del Cabo Espartel en las coordenadas 36°46′N 6°2′O / 36.767, -6.033. 7 tripulantes fallecidos. |
| HMCS Windflower (K155)      | Davie Shipbuilding & Repairing Co. Ltd., Lauzon                  | 25 de febrero de 1940                        | 4 de julio de 1940       | 15 de mayo de 1941       | 7 de diciembre de 1941                         | Anteriormente HMS Windflower (K155). Transferida a la RCN el 15 de mayo de 1941. Hundida el 7 de diciembre de 1941 mientras daba escolta al convoy SC-58 tras colisionar con el carguero Zypenberg a causa de la densa niebla en los Grandes Bancos en coordenadas 46°19′N 49°30′O / 46.317, -49.500. 23 tripulantes fallecidos. |
| HMCS Woodstock (K238)       | Collingwood Shipyards, Collingwood                               | 23 de mayo de 1941                           | 10 de diciembre de 1941  | 1 de mayo de 1942        | 27 de enero de 1945                            | Vendida en 19511 como buque mercante Olympic Winner. Revendida en 1956 como buque mercante Otori Maru 20 y en 1957 como Akitsu Maru. Desguazada en 1975 en Etajima. |

#### Royal Navy
| Buque                    | Constructor                                                  | Puesta en grada          | Botadura                 | Asignada                 | Destino                  | Destino |
| ------------------------ | ------------------------------------------------------------ | ------------------------ | ------------------------ | ------------------------ | ------------------------ | --- |
| HMS Abelia (K184)        | Harland & Wolff Ltd., Belfast                                | 19 de agosto de 1940     | 28 de noviembre de 1940  | 3 de febrero de 1941     |                          | Torpedeada y gravemente dañada el 9 de enero de 1944 por un U-boat no identificado. Vendida en 1947. Revendida en 1948 como buque mercante Kraft. Revendida en 1954 como buque mercante Arne Skontorp. Desguazada en 1966 en Noruega. |
| HMS Acanthus (K01)       | Ailsa Shipbuilding Co. Ltd., Troon                           | 21 de diciembre de 1939  | 26 de mayo de 1941       |                          | 1 de octubre de 1941     | Transferida antes de ser completada a Noruega como KNM Andenes. |
| HMS Aconite (K58)        | Ailsa Shipbuilding Co. Ltd., Troon                           | 25 de marzo de 1940      | 31 de marzo de 1941      |                          | 23 de julio de 1941      | Transferida a la Armada de la Francia Libre como FFL Aconit. Devuelta a la Roytal Navy el 30 de abril de 1947. Vendida en julio de 1947. |
| HMS Alisma (K185)        | Harland & Wolff Ltd., Belfast                                | 19 de agosto de 1940     | 17 de diciembre de 1940  | 13 de febrero de 1941    |                          | Vendida en 1947. Revendida en 1949 como buque mercante Laconia, en 1950 como buque mercante Constantinos S, y en 1952 como buque mercante Parnon. Hundida el 16 de julio de 1954. |
| HMS Alyssum (K100)       | George Brown and Company, Greenock                           | 24 de junio de 1940      | 3 de marzo de 1941       |                          | 17 de junio de 1941      | Transferida a la Armada de la Francia Libre como FFL Alysse. |
| HMS Amaranthus (K17)     | Ferguson Shipbuilders, Paisley                               | 4 de mayo de 1940        | 17 de octubre de 1940    | 12 de febrero de 1941    |                          | Vendida en 1946 como buque mercante. Desguazada en 1953 en Hong Kong. |
| HMS Anchusa (K186)       | Harland & Wolff Ltd., Belfast                                | 17 de septiembre de 1940 | 15 de enero de 1941      | 1 de marzo de 1942       |                          | Vendida en 1946. Revendida en 1949 como buque mercante Silverlord y en 1954 como buque mercante Sir Edgar. Hundida el 18 de enero de 1960. Recuperada y desguazada en Mauricio. |
| HMS Anemone (K48)        | Blyth Shipbuilding & Drydock Co. Ltd., Blyth                 | 26 de octubre de 1939    | 22 de abril de 1940      | 12 de agosto de 1940     |                          | Vendida en noviembre de 1949. Revendida el 3 de octubre de 1950 a Noruega como buque para el tendido de boyas Pelkan, transformada en 1951 en ballenero, y en diciembre de 1963 fue rebautizada Østfold. Desguazada 1 de noviembre de 1964. |
| HMS Arabis (K73)         | Harland & Wolff Ltd., Belfast                                | 30 de octubre de 1939    | 14 de febrero de 1940    | 5 de abril de 1940       | 30 de abril de 1942      | Transferida a la Armada de los EE. UU. como USS Saucy (PG-65). Devuelta a la Roytal Navy el 26 de agosto de 1945 y renombrada HMS Snapdragon (K73). Vendida en 1947 como buque mercante Katina. |
| HMS Arbutus (K86)        | Blyth Shipbuilding & Drydock Co. Ltd., Blyth                 | 30 de noviembre de 1939  | 5 de junio de 1940       | 12 de octubre de 1940    | 5 de febrero de 1942     | Torpedeada y hundida por el submarino alemán U-136 al oeste de Erris Head en 55°5′N 18°43′O / 55.083, -18.717. |
| HMS Armeria (K187)       | Harland & Wolff Ltd., Belfast                                | 17 de septiembre de 1940 | 16 de enero de 1941      | 28 de marzo de 1941      |                          | Vendida en 1947. Revendida en 1948 como buque mercante Deppie, en 1950 como buque mercante Canastel, en 1952 como buque mercante Rio Blanco y en 1955 como buque mercante Lillian. |
| HMS Arrowhead (K145)     | Marine Industries Limited, Sorel (Quebec)                    | 11 de abril de 1940      | 8 de agosto de 1940      |                          | 22 de noviembre de 1940  | Transferida antes de ser completada a la RCN como HMCS Arrowhead (K145). Devuelta a la Royal Navy el 27 de junio de 1945. Vendida en mayo de 1947. Revendida en 1948 como buque mercante Southern Larkspur. Desguazada en noviembre de 1959 en Odense. |
| HMS Asphodel (K56)       | George Brown and Company, Greenock                           | 20 de octubre de 1939    | 25 de mayo de 1940       | 11 de septiembre de 1940 | 10 de marzo de 1944      | Torpedeada y hundida por el submarino alemán mientras escoltaba a los convoyes SL-150 y MKS-41 en 45°24′N 18°09′O / 45.400, -18.150. 92 tripulantes muertos, 5 supervivientes rescatados por el HMS Clover (K134). |
| HMS Aster (K188)         | Harland & Wolff Ltd., Belfast                                | 15 de octubre de 1940    | 12 de febrero de 1941    | 9 de abril de 1941       |                          | Desguazada el 29 de mayo de 1946 at Bo'ness. |
| HMS Aubretia (K96)       | George Brown and Company, Greenock                           | 27 de octubre de 1939    | 5 de septiembre de 1940  | 23 de diciembre de 1940  |                          | Vendida el 29 de julio de 1946. Revendida en octubre de 1948 como buque para el tendido de boyas Arnfinn Bergan. Revendida en 1951 como buque ballenero. |
| HMS Auricula (K12)       | George Brown and Company, Greenock                           | 25 de noviembre de 1939  | 14 de noviembre de 1940  | 5 de marzo de 1941       | 6 de mayo de 1942        | Minada en Courrier Bay, Madagascar en 12°12′S 49°19′E / -12.200, 49.317. Se hundió al día siguiente mientras era remolcada. |
| HMS Azalea (K25)         | Cook, Welton & Gemmill, Beverley                             | 15 de noviembre de 1939  | 8 de julio de 1940       | 27 de enero de 1941      |                          | Vendida el 5 de abril de 1946 como buque mercante Norte. Hundida el 19 de enero de 1955. |
| HMS Balsam (K72)         | George Brown and Company, Greenock                           | 16 de abril de 1941      | 30 de mayo de 1942       | 28 de noviembre de 1942  |                          | Anteriormente HMS Chelmer (K72). Desguazada el 20 de abril de 1947 en Newport. |
| HMS Begonia (K66)        | Cook, Welton & Gemmill, Beverley                             | 13 de marzo de 1940      | 18 de septiembre de 1940 | 3 de marzo de 1941       | 10 de marzo de 1942      | Transferida a la Armada de los EE. UU. como USS Impulse (PG-68). Devuelta a la Royal Navy el 22 de agosto de 1945. Vendida el 22 de julio de 1946 como buque mercante Begonlock. Revendida en 1949 como buque mercante Fundiciones Molinao, en 1951 como buque mercante Astiluzu y en 1956 como buque mercante Rio Mero.                                                                              |
| HMS Bellwort (K114)      | George Brown and Company, Greenock                           | 17 de septiembre de 1940 | 11 de agosto de 1941     | 20 de noviembre de 1941  |                          | Transferida en 1946 al Servicio Naval de Irlanda como Cliona. |
| HMS Bergamot (K189)      | Harland & Wolff Ltd., Belfast                                | 15 de octubre de 1940    | 15 de febrero de 1941    | 12 de mayo de 1941       |                          | Vendida en mayo de 1946 como buque mercante. Revendida en 1947 como buque mercante Syros, en 1951 como buque mercante Delphini y en 1955 como buque mercante Ekaterini. |
| HMS Bittersweet (K182)   | Marine Industries Limited, Sorel (Quebec)                    | 17 de abril de 1940      | 12 de septiembre de 1940 |                          | 23 de enero de 1941      | Transferida antes de ser completada a la RCN como HMCS Bittersweet (K182). Devuelta a la Royal Navy el 22 de junio de 1945. Desguazada en noviembre de 1950. |
| HMS Bluebell (K80)       | Ferguson Shipbuilders, Paisley                               | 25 de octubre de 1939    | 24 de abril de 1940      | 19 de julio de 1940      | 17 de febrero de 1945    | Torpedeada y hundida por el submarino alemán U-711 frente a la península de Kola en 69°36′N 35°29′E / 69.600, 35.483. |
| HMS Borage (K120)        | George Brown and Company, Greenock                           | 27 de noviembre de 1940  | 22 de noviembre de 1941  | 29 de abril de 1942      | 15 de noviembre de 1946  | Transferida eal Servicio Naval de Irlanda como LÉ Macha (01). Vendida para desguace el 22 de noviembre de 1970. |
| HMS Bryony (K192)        | Harland & Wolff Ltd., Belfast                                | 16 de noviembre de 1940  | 15 de marzo de 1941      | 4 de junio de 1942       |                          | Bombardeada y hundida el 15 de abril de 1941 durante sus pruebas de mar por la Luftwaffe. Reflotada y reparada. Transferida a la Real Armada Noruega en 1947 como KNM Polarfront. |
| HMS Burdock (K126)       | John Crown and Sons, Sunderland                              | 13 de junio de 1940      | 14 de diciembre de 1940  | 27 de marzo de 1941      |                          | Vendida en junio de 1946. Desguazada en agosto de 1946 en Hayle. |
| HMS Buttercup (K193)     | Harland & Wolff Ltd., Belfast                                | 17 de diciembre de 1940  | 10 de abril de 1941      | 24 de abril de 1942      | 20 de diciembre de 1944  | Transferida a la Real Armada Noruega como KNM Buttercup. Adquirida por Noruega en 1946 y renombrada KNM Nordkyn. |
| HMS Calendula (K28)      | Harland & Wolff Ltd., Belfast                                | 30 de octubre de 1939    | 21 de marzo de 1940      | 6 de mayo de 1940        | 12 de marzo de 1942      | Transferida a la USN como USS Ready (PG-67). Devuelta a la Roytal Navy el 23 de agosto de 1945. Vendida el 22 de julio de 1946. Revendida en 1948 como buque mercante Villa Cisneros y en 1949 como buque mercante Villa Bens. |
| HMS Camellia (K31)       | Harland & Wolff Ltd., Belfast                                | 14 de noviembre de 1939  | 4 de mayo de 1940        | 18 de junio de 1940      |                          | Vendida el 9 de agosto de 1946. Revendida en 1948 como buque mercante Hetty W. Vinkle. |
| HMS Campanuda (K18)      | Ferguson Shipbuilders, Paisley                               | 26 de octubre de 1939    | 23 de mayo de 1940       | 6 de septiembre de 1940  |                          | Desguazada el 21 de agosto de 1947 en Dunston. Nicholas Monsarrat sirvió como oficial a bordo. |
| HMS Campion (K108)       | John Crown and Sons, Sunderland                              | 16 de septiembre de 1940 | 20 de junio de 1941      | 7 de julio de 1941       |                          | Vendida el 20 de abril de 1947 y desguazada en Newport. |
| HMS Candytuft (K09)      | Grangemouth Dry Dock Co., Grangemouth                        | 31 de octubre de 1939    | 8 de julio de 1940       | 16 de octubre de 1940    | 4 de marzo de 1942       | Transferida a la Armada de los EE. UU. como USS Tenacity (PG-71). Devuelta a la Roytal Navy el 26 de agosto de 1945. Vendida el 9 de julio de 1946. Revendida en 1947 como buque mercante Maw Hwa. |
| HMS Carnation (K00)      | Grangemouth Dry Dock Co., Grangemouth                        | 31 de octubre de 1939    | 8 de julio de 1940       | 16 de octubre de 1940    |                          | Transferida el 26 de marzo de 1943 a la Real Armada de Holanda Frisco. Devuelta a la Roytal Navy el 4 de octubre de 1944. Vendida el 31 de marzo de 1948 como buque mercante. Revendida en 1949 como buque mercante Southern Laurel. Desguazada en el año 1966 en Stavanger. |
| HMS Celandine (K75)      | Grangemouth Dry Dock Co., Grangemouth                        | 30 de abril de 1940      | 28 de diciembre de 1940  | 30 de abril de 1941      |                          | Vendida en octubre de 1948 y desguazada en Portaferry. |
| HMS Chrysanthemum (K195) | Harland & Wolff Ltd., Belfast                                | 17 de diciembre de 1940  | 11 de abril de 1941      |                          | 26 de enero de 1942      | Transferida a la Armada de la Francia Libre como FFL Commandant Drogou. Devuelta a la Roytal Navy en mayo de 1947. Vendida el 7 de agosto de 1947. Revendida en 1948 como buque mercante Terje X, el 23 de mayo de 1959 a Portugal como buque hidrográfico NRP Caravalho Araujo (A524) hasta el 3 de septiembre de 1975 cuando fue transferida a la Armada de Angola.                                 |
| HMS Clarkia (K88)        | Harland & Wolff Ltd., Belfast                                | 30 de octubre de 1939    | 7 de marzo de 1940       | 22 de abril de 1940      |                          | Vendida el 30 de julio de 1947 para desguace. |
| HMS Clematis (K36)       | Charles Hill & Sons Ltd., Bristol                            | 11 de octubre de 1939    | 22 de abril de 1940      | 27 de julio de 1940      |                          | Desguazada en septiembre de 1949 en Charlestown. |
| HMS Clover (K134)        | Ferguson Shipbuilders, Paisley                               | 29 de julio de 1940      | 30 de enero de 1941      | 13 de mayo de 1941       |                          | Vendida el 17 de mayo de 1947 como buque mercante Cloverlock. Revendida a la República Popular de China como buque mercante Kai Feng. |
| HMS Coltsfoot (K140)     | Alexander Hall and Company, Aberdeen                         | 4 de septiembre de 1940  | 15 de mayo de 1941       | 1 de noviembre de 1941   |                          | Vendida en 1947 como buque mercante Alexandra. |
| HMS Columbine (K94)      | Charles Hill & Sons Ltd., Bristol                            | 3 de noviembre de 1939   | 13 de agosto de 1940     | 9 de noviembre de 1940   |                          | Vendida el 9 de agosto de 1946. Revendida en 1949 como buque mercante Leif Welding. Desguazada en 1966 en Grimstad. |
| HMS Convolvulus (K45)    | Charles Hill & Sons Ltd., Bristol                            | 17 de enero de 1940      | 22 de septiembre de 1940 | 26 de febrero de 1941    |                          | Vendida el 21 de agosto de 1947 y desguazada el 5 de octubre de 1947 en Newport. |
| HMS Coreopsis (K32)      | A. & J. Inglis, Glasgow                                      | 19 de septiembre de 1939 | 23 de abril de 1940      | 17 de agosto de 1940     | 10 de noviembre de 1943  | Transferida a la Real Armada Griega como Kriezis. Devuelta a la Roytal Navy el 1 de junio de 1952. Desguazada el 22 de julio de 1952 en Sunderland. |
| HMS Coriander (K183)     | Hall, Russell & Co., Aberdeen                                | 19 de septiembre de 1940 | 9 de junio de 1941       |                          | 16 de septiembre de 1941 | Transferida a la Armada de la Francia Libre como FFL Commandant Detroyant. Devuelta a la Roytal Navy en 1947. Desguazada en 1948 en Troon. |
| HMS Cowslip (K196)       | Harland & Wolff Ltd., Belfast                                | 16 de enero de 1941      | 28 de mayo de 1941       | 9 de agosto de 1941      |                          | Vendida en julio de 1948. Desguazada en abril de 1949 en Troon. |
| HMS Crocus (K49)         | A. & J. Inglis, Glasgow                                      | 26 de octubre de 1939    | 26 de junio de 1940      | 20 de octubre de 1940    |                          | Vendida el 22 de julio de 1946 como buque mercante Annlock. Desguazada en 1952 en Hong Kong. |
| HMS Cyclamen (K83)       | J. Lewis & Sons Ltd., Aberdeen                               | 30 de noviembre de 1939  | 20 de junio de 1940      | 30 de septiembre de 1940 |                          | Vendida en 1947. Revendida en 1948 como buque mercante Southern Briar. Desguazada en 1966 en Bélgica. |
| HMS Dalia (K59)          | Harland & Wolff Ltd., Belfast                                | 28 de febrero de 1940    | 31 de octubre de 1940    | 21 de marzo de 1941      |                          | Desguazada el 28 de octubre de 1948 en Gelleswick Bay. |
| HMS Delphinium (K77)     | Henry Robb\|Henry Robb Ltd., Leith                           | 31 de octubre de 1939    | 6 de junio de 1940       | 15 de noviembre de 1940  |                          | Desguazada en febrero de 1949 en Pembroke Dock. |
| HMS Dianella (K07)       | J. Lewis & Sons Ltd., Aberdeen                               | 8 de diciembre de 1939   | 3 de septiembre de 1940  | 6 de enero de 1941       |                          | Anteriormente HMS Daffodil (K07). Desguazada el 24 de junio de 1947 en Portaferry. |
| HMS Dianthus (K95)       | Henry Robb\|Henry Robb Ltd., Leith                           | 31 de octubre de 1939    | 9 de julio de 1940       | 17 de marzo de 1941      |                          | Vendida en mayo de 1947 como buque mercante. Revendida en junio de 1949 a Noruega como buque para el despliegue de boyas Thorslep, en 1950 como buque ballenero. Desguazada en junio de 1969 en Grimstad. |
| HMS Eglantine (K197)     | Harland & Wolff Ltd., Belfast                                | 16 de enero de 1941      | 11 de junio de 1941      |                          | 29 de agosto de 1941     | Transferida a la Real Armada Noruega como KNM Eglantine. Vendida a Noruega el 10 de agosto de 1946 como buque del servicio de protección de pesquerías Soroy. |
| HMS Erica (K50)          | Harland & Wolff Ltd., Belfast                                | 22 de febrero de 1940    | 18 de junio de 1940      | 9 de agosto de 1940      | 9 de febrero de 1943     | Minada y hundida mientras escoltaba un convoy en el mar Mediterráneo en 32°48′N 21°10′E / 32.800, 21.167. Toda la tripulación fue rescatada por el HMS Southern Maid. |
| HMS Eyebright (K150)     | Canadian Vickers Ltd., Montreal                              | 20 de febrero de 1940    | 22 de julio de 1940      |                          | 26 de noviembre de 1940  | Transferida tras ser completada a la RCN como HMCS Eyebright (K150). Devuelta a la Roytal Navy el 17 de junio de 1945. Vendida el 17 de mayo de 1947. Revendida en 1950 a Holanda como buque mercante Albert W. Vinke. Desguazada en 1965 en Ciudad el Cabo. |
| HMS Fennel (K194)        | Marine Industries Limited, Sorel (Quebec)                    | 29 de marzo de 1940      | 20 de agosto de 1940     |                          | 15 de mayo de 1941       | Transferida tras ser completada a la RCN como HMCS Fennel (K194). Devuelta a la Roytal Navy el 12 de junio de 1945. Vendida en 1948 como buque mercante Milliam Kihl. Revendida en octubre de 1948 como buque para el despliegue de boyas, posteriormente en 1951 a Alemania occidental como buque ballenero, tarea que desempeñó hasta la temporada de caza 1964-65. Desguazada en 1966 en Grimstad. |
| HMS Fleur de Lys (K122)  | Smiths Dock Company, South Bank-on-Tees                      | 30 de enero de 1940      | 21 de junio de 1940      | 26 de agosto de 1940     | 14 de octubre de 1941    | Botada como La Dieppoise para la armada de Francia. Fue completada por la Roytal Navy tras la caída de Francia. Fue torpedeada y hundida por el submarino alemán U-206 al oeste de Gibraltar en 36°0′N 6°30′O / 36.000, -6.500. Hubo 3 supervivientes. |
| HMS Freesia (K43)        | Harland & Wolff Ltd., Belfast                                | 18 de junio de 1940      | 3 de octubre de 1940     | 19 de noviembre de 1940  |                          | Vendida el 22 de julio de 1946 como buque mercante Freelock. Se hundió el 1 de abril de 1947. |
| HMS Fritillary (K199)    | Harland & Wolff Ltd., Belfast                                | 15 de febrero de 1941    | 22 de julio de 1941      | 1 de noviembre de 1941   |                          | Vendida el 19 de marzo de 1946. Revendida en 1947 como buque mercante Andria y en 1949 como buque mercante V. D. Chidambaram. Desguazada en 1955 en India. |
| HMS Gardenia (K99)       | W. Simons & Co., Renfrew                                     | 20 de septiembre de 1939 | 10 de abril de 1940      | 24 de mayo de 1940       | 9 de noviembre de 1942   | Fue abordada y hundida en Oran en una colisión con el HMS Fluellen (T157). |
| HMS Genista (K200)       | Harland & Wolff Ltd., Belfast                                | 15 de febrero de 1941    | 24 de julio de 1941      | 8 de diciembre de 1941   |                          | Vendida en 1947. Desguazada en 1961. |
| HMS Gentian (K90)        | Harland & Wolff Ltd., Belfast                                | 20 de abril de 1940      | 6 de agosto de 1940      | 20 de septiembre de 1940 |                          | Desguazada el 21 de agosto de 1947 en Purfleet. |
| HMS Geranium (K16)       | W. Simons & Co., Renfrew                                     | 21 de septiembre de 1939 | 23 de abril de 1940      | 24 de junio de 1940      | 8 de septiembre de 1945  | Transferida a la Real Armada de Dinamarca como KDMM Thetis. |
| HMS Gladiolus (K34)      | Smiths Dock Company, South Bank-on-Tees                      | 19 de octubre de 1939    | 24 de enero de 1940      | 6 de abril de 1940       | 17 de octubre de 1941    | Torpedeada y hundida por el submarino alemán U-558 mientras escoltaba al convoy SC-48 al sur de Islandia en 57°0′N 25°0′O / 57.000, -25.000. Sin supervivientes. |
| HMS Gloriosa (K201)      | Harland & Wolff Ltd., Belfast                                |                          |                          |                          |                          | Cancelada el 23 de enero de 1941. |
| HMS Gloxinia (K22)       | Harland & Wolff Ltd., Belfast                                | 21 de marzo de 1940      | 2 de julio de 1940       | 22 de agosto de 1940     |                          | Desguazada el 15 de julio de 1947 en Purfleet. |
| HMS Godetia (K226)       | Smiths Dock Company, South Bank-on-Tees                      | 4 de enero de 1940       | 8 de mayo de 1940        | 15 de julio de 1940      | 6 de septiembre de 1940  | Abordada y hundida en 55°18′N 5°57′E / 55.300, 5.950 al colisionar con el mercante Marsa. |
| HMS Godetia (K226)       | John Crown and Sons, Sunderland                              | 15 de enero de 1941      | 24 de septiembre de 1941 | 23 de febrero de 1942    |                          | Anteriormente HMS Dart (K226). Vendida el 22 de mayo de 1947 y desguazada en Grays. |
| HMS Harebell (K202)      | Harland & Wolff Ltd., Belfast                                |                          |                          |                          |                          | Cancelada el 23 de enero de 1941. |
| HMS Heartsease (K15)     | Harland & Wolff Ltd., Belfast                                | 14 de noviembre de 1939  | 20 de abril de 1940      | 4 de junio de 1940       | 3 de abril de 1942       | Transferida a la Armada de los EE. UU. como USS Courage (PG-70). Devuelta a la Royal Navy el 23 de agosto de 1945. Vendida el 22 de julio de 1946. Revendida en 1951 como buque mercante Roskva, en 1956 como buque mercante Douglas, y en 1958 como buque mercante Seabird. Perdida en diciembre de 1958.                                                                                            |
| HMS Heather (K69)        | Harland & Wolff Ltd., Belfast                                | 22 de mayo de 1940       | 17 de septiembre de 1940 | 1 de noviembre de 1940   |                          | Vendida el 22 de mayo de 1947 y desguazada at Grays. |
| HMS Heliotrope (K03)     | John Crown and Sons, Sunderland                              | 23 de octubre de 1939    | 5 de junio de 1940       | 12 de septiembre de 1940 | 24 de marzo de 1942      | Transferida a la Armada de los EE. UU. como USS Surprise (PG-63). Devuelta a la Roytal Navy el 26 de agosto de 1945. Vendida como buque mercante. Finalizó su vida activa en la armada del Ejército de Liberación del Pueblo Chino como Lin I. |
| HMS Hemlock (K203)       | Harland & Wolff Ltd., Belfast                                |                          |                          |                          |                          | Cancelada el 23 de enero de 1941. |
| HMS Hepatica (K159)      | Davie Shipbuilding & Repairing Co. Ltd., Lauzon              | 24 de febrero de 1940    | 6 de julio de 1940       |                          | 15 de mayo de 1941       | Transferida tras ser completada a la RCN como HMCS Hepatica (K159). Devuelta a la Roytal Navy el 27 de junio de 1945. Desguazada el 1 de enero de 1948 en Llanelly. |
| HMS Hibiscus (K24)       | Harland & Wolff Ltd., Belfast                                | 14 de noviembre de 1939  | 6 de abril de 1940       | 21 de mayo de 1940       | 2 de mayo de 1942        | Transferida a la Armada de los EE. UU. como USS Spry (PG-64). Devuelta a la Roytal Navy el 26 de agosto de 1945. Vendida como buque mercante Madonna. Desguazada en Hong Kong en el año 1955. |
| HMS Hollyhock (K64)      | John Crown and Sons, Sunderland                              | 27 de noviembre de 1939  | 19 de agosto de 1940     | 19 de noviembre de 1940  | 9 de abril de 1942       | Bombardeada y hundida por bombarderos japoneses al este de Ceylan en 7°21′N 81°57′E / 7.350, 81.950. |
| HMS Honeysuckle (K27)    | Ferguson Shipbuilders, Paisley                               | 26 de octubre de 1939    | 22 de abril de 1940      | 14 de septiembre de 1940 |                          | Vendida en 1950 y Desguazada en noviembre de 1950 en Grays. |
| HMS Hyacinth (K84)       | Harland & Wolff Ltd., Belfast                                | 20 de abril de 1940      | 19 de agosto de 1940     | 3 de octubre de 1940     | 24 de octubre de 1943    | Transferida a la Real Armada de Grecia como Apostolis. Devuelta a la Roytal Navy en 1952. |
| HMS Hyderabad (K212)     | Alexander Hall and Company, Aberdeen                         | 24 de diciembre de 1940  | 23 de septiembre de 1941 | 23 de febrero de 1942    |                          | Anteriormente HMS Nettle (K212). Vendida el 1 de enero de 1948 y desguazada en octubre de 1948 en Portaferry. |
| HMS Hydrangea (K39)      | Ferguson Shipbuilders, Paisley                               | 22 de noviembre de 1939  | 4 de septiembre de 1940  | 3 de enero de 1941       |                          | Vendida en 1947. Revendida en 1948 como buque mercante Hydralock. Naufragó el 25 de febrero de 1957 en Formosa. |
| HMS Ivy (K204)           | Harland & Wolff Ltd., Belfast                                |                          |                          |                          |                          | Cancelada el 23 de enero de 1941. |
| HMS Jasmine (K23)        | Ferguson Shipbuilders, Paisley                               | 23 de diciembre de 1939  | 14 de enero de 1941      | 16 de mayo de 1941       |                          | Vendida el 11 de septiembre de 1948 para desguace. |
| HMS Jonquil (K68)        | Ferguson Shipbuilders, Paisley                               | 27 de diciembre de 1939  | 9 de julio de 1940       | 21 de octubre de 1940    |                          | Vendida en mayo de 1946. Revendida en 1947 como buque mercante Lemnos y en 1951 como Olympic Rider. Hundida el 1 de diciembre de 1955. |
| HMS Kingcup (K33)        | Harland & Wolff Ltd., Belfast                                | 19 de julio de 1940      | 31 de octubre de 1940    | 30 de diciembre de 1940  |                          | Vendida el 31 de julio de 1946. Revendida en 1947 como buque mercante Rubis y en 1954 como buque mercante Seislim. Desguazada en 1959 en Hendrik-Ido-Ambacht. |
| HMS La Malouine (K46)    | Smiths Dock Company, South Bank-on-Tees                      | 13 de noviembre de 1939  | 21 de marzo de 1940      | 29 de julio de 1940      |                          | Botada y asignada como La Malouine para la Armada de Francia. Tomada y completada por la Roytal Navy tras la caída de Francia. Desguazada el 22 de mayo de 1947 en Gelliswick Bay. |
| HMS Larkspur (K82)       | Ferguson Shipbuilders, Paisley                               | 26 de marzo de 1940      | 5 de septiembre de 1940  | 4 de enero de 1941       | 17 de marzo de 1942      | Transferida a la Armada de los EE. UU. como USS Fury (PG-69). Devuelta a la Roytal Navy el 22 de agosto de 1945. Vendida el 22 de julio de 1946 como buque mercante Larkslock. Desguazada en 1953 en Hong Kong. |
| HMS Lavender (K60)       | Hall, Russell & Co., Aberdeen                                | 30 de abril de 1940      | 27 de noviembre de 1940  | 16 de mayo de 1941       |                          | Vendida el 9 de agosto de 1946. |
| HMS Ling (K205)          | Harland & Wolff Ltd., Belfast                                |                          |                          |                          |                          | Cancelada el 23 de enero de 1941. |
| HMS Lobelia (K05)        | Alexander Hall and Company, Aberdeen                         | 27 de junio de 1940      | 15 de febrero de 1941    |                          | 16 de julio de 1941      | Transferida a la Armada de la Francia Libre como FFL Lobelia. Devuelta a la Roytal Navy en abril de 1947. Vendida el 3 de mayo de 1947 a Noruega como buque mercante. Revendida en julio de 1948 como buque para el tendido de boyas Thorgeir. Revendida como buque ballenero. Desguazada en 1969 en Grimstad.                                                                                        |
| HMS Loosestrife (K105)   | Hall, Russell & Co., Aberdeen                                | 9 de diciembre de 1940   | 25 de agosto de 1941     | 25 de noviembre de 1941  |                          | Vendida el 4 de octubre de 1946. Revendida en 1947 como buque mercante Kallsevni. |
| HMS Lotus (K93)          | Charles Hill & Sons Ltd., Bristol                            | 26 de mayo de 1941       | 17 de enero de 1942      |                          | 23 de mayo de 1942       | Transferida a la Armada de la Francia Libre como FFL Commandant d’Estienne d’Orves. Devuelta a la Roytal Navy el 1 de mayo de 1947. Vendida en enero de 1948 como buque ballenero Southern Lotus. Perdida el 18 de diciembre de 1966 en Dinamarca mientras era remolcada hacia Noruega para ser desguazada.                                                                                           |
| HMS Lotus (K130)         | Charles Hill & Sons Ltd., Bristol                            |                          | 16 de enero de 1942      |                          |                          | Anteriormente HMS Phlox (K130). Vendida en 1947 como buque mercante Southern Lotus. Remodelada en 1948 como buque para el despliegue de boyas. Remodelada en 1950 como ballenero. Vendida en diciembre de 1966 para ser desguazada en Bélgica. Encalló y naufragó el 18 de diciembre de 1966 mientras era remolcada en Jutlandia.                                                                     |
| HMS Mallow (K81)         | Harland & Wolff Ltd., Belfast                                | 14 de noviembre de 1939  | 22 de mayo de 1940       | 2 de julio de 1940       | 11 de enero de 1944      | Transferida a la armada de Yugoslavia con el nombre Nada. Renombrada en 1948 Partizanka. Devuelta a la Roytal Navy en 1948. Transferida en 1948 a la Armada de Egipto como El Sudan. |
| HMS Marguerite (K54)     | Hall, Russell & Co., Aberdeen                                | 30 de diciembre de 1939  | 8 de julio de 1940       | 20 de noviembre de 1940  |                          | Vendida en 1947 como buque meteorológico. Desguazada el 8 de septiembre de 1961 en Gante. |
| HMS Marigold (K87)       | Hall, Russell & Co., Aberdeen                                | 26 de enero de 1940      | 4 de septiembre de 1940  | 28 de febrero de 1941    | 9 de diciembre de 1942   | Torpedeada y hundida por la Aviazione Ausiliara per la Marina mientras escoltaba al convoy KMS.3Y en 36°50′N 3°0′E / 36.833, 3.000. 40 tripulantes muertos. |
| HMS Marjoram (K206)      | Harland & Wolff Ltd., Belfast                                |                          |                          |                          |                          | Cancelada el 23 de enero de 1941. |
| HMS Mayflower (K191)     | Canadian Vickers Ltd. Montreal                               | 20 de febrero de 1940    | 3 de julio de 1940       |                          | 15 de mayo de 1941       | Transferida tras ser completada a la RCN como HMCS Mayflower (K191). Devuelta a la Roytal Navy el 31 de mayo de 1945. Desguazada el 20 de septiembre de 1949 en Inverkeithing. |
| HMS Meadowsweet (K144)   | Charles Hill & Sons Ltd., Bristol                            | 12 de agosto de 1941     | 28 de marzo de 1942      | 8 de julio de 1942       |                          | Vendida el 31 de marzo de 1951 a Holanda como buque mercante Gerrit W. Vinkle. |
| HMS Mignonette (K38)     | Hall, Russell & Co., Aberdeen                                | 15 de julio de 1940      | 28 de enero de 1941      | 7 de mayo de 1941        |                          | Vendida en 1946. Revendida en 1948 como buque mercante Alexandrouplis. Hundida el 30 de noviembre de 1948. |
| HMS Mimosa (K11)         | Charles Hill & Sons Ltd., Bristol                            | 22 de abril de 1940      | 18 de enero de 1941      |                          | 11 de mayo de 1941       | Transferida a la Armada de la Francia Libre como FFL Mimosa. |
| HMS Monkshood (K207)     | Ferguson Shipbuilders, Paisley                               | 1 de octubre de 1940     | 17 de abril de 1941      | 31 de julio de 1941      |                          | Vendida en 1947. Revendida en 1948 como buque mercante W.R. Strang, en 1948 como buque para el tendido de boyas, como ballenero y en 1957 comoToshi Maru. Desguazada en Japón en 1965. |
| HMS Montbretia (K208)    | Ferguson Shipbuilders, Paisley                               | 16 de noviembre de 1940  | 27 de mayo de 1941       |                          | 29 de septiembre de 1941 | Transferida a la Real Armada Noruega como KNM Montbretia. |
| HMS Myosotis (K65)       | J. Lewis & Sons Ltd., Aberdeen                               | 21 de junio de 1940      | 28 de enero de 1941      | 30 de mayo de 1941       |                          | Vendida el 2 de septiembre de 1946 a las Islas Feroe como buque pesquero Grunningur. Revendida en 1951 buque para el tendido de boyas, posteriormente fue utilizada como buque ballenero. Fue Desguazada en 1969 en Grimstad. |
| HMS Narcissus (K74)      | J. Lewis & Sons Ltd., Aberdeen                               | 9 de septiembre de 1940  | 29 de marzo de 1941      | 17 de julio de 1941      |                          | Vendida en abril de 1946 como buque mercante Este. |
| HMS Nasturtium (K107)    | Smiths Dock Company, South Bank-on-Tees                      | 23 de marzo de 1940      | 4 de julio de 1940       | 26 de septiembre de 1940 |                          | Botada como La Paimpolaise para la armada de Francia. Completada por la Royal Navy tras la caída de Francia. Vendida en 1946. |
| HMS Nigella (K19)        | George Philip and Sons\|George Philip & Sons Ltd., Dartmouth | 28 de noviembre de 1939  | 21 de septiembre de 1940 | 25 de febrero de 1941    |                          | Vendida en 1947 como buque mercante Nigelock. Hundida el 10 de marzo de 1955. |
| HMS Orchis (K76)         | Harland & Wolff Ltd., Belfast                                | 18 de junio de 1940      | 15 de octubre de 1940    | 29 de noviembre de 1940  | 21 de agosto de 1944     | Minada y gravemente dañada en Courseulles-sur-Mer. Encayó en la playa Juno y fue declarada pérdida total. |
| HMS Oxlip (K123)         | A. & J. Inglis, Glasgow                                      | 9 de diciembre de 1940   | 28 de agosto de 1941     | 28 de diciembre de 1941  |                          | Transferida en 1946 al servicio naval de Irlanda como Maev. |
| HMS Pennywort (K111)     | A. & J. Inglis, Glasgow                                      | 11 de marzo de 1941      | 18 de octubre de 1941    | 5 de marzo de 1942       |                          | Vendida en 1947. Desguazada en febrero de 1949 en Troon. |
| HMS Pentstemon (K61)     | George Philip & Sons Ltd., Dartmouth                         | 28 de noviembre de 1939  | 18 de enero de 1941      | 31 de julio de 1941      |                          | Vendida en 1946. Revendida en 1947 como buque mercante Galaxidi y en 1951 como buque mercante Rosa Vlassi. |
| HMS Peony (K40)          | Harland & Wolff Ltd., Belfast                                | 24 de febrero de 1940    | 4 de junio de 1940       | 2 de agosto de 1940      | 1943                     | Transferida a la Real Armada de Grecia como Sakhtouris. Devuelta a la Roytal Navy en septiembre de 1951. Desguazada el 21 de abril de 1952. |
| HMS Periwinkle (K55)     | Harland & Wolff Ltd., Belfast                                | 30 de octubre de 1939    | 24 de febrero de 1940    | 8 de abril de 1940       | 15 de marzo de 1942      | Transferida a la Armada de los EE. UU. como USS Restless (PG-66). Devuelta a la Roytal Navy el 26 de agosto de 1945. Vendida en 1947 como buque mercante Perilock. Desguazada en 1953 en Hong Kong. |
| HMS Petunia (K79)        | Henry Robb Ltd., Leith                                       | 4 de diciembre de 1939   | 19 de septiembre de 1940 | 13 de enero de 1941      |                          | Vendida en enero de 1946 a la armada de la República de China como Fu Po. Hundida el 19 de marzo de 1947. |
| HMS Picotee (K63)        | Harland & Wolff Ltd., Belfast                                | 21 de marzo de 1940      | 19 de julio de 1940z     | 5 de septiembre de 1940  | 12 de agosto de 1941     | Torpedeada y hundida por el submarino alemán U-568 mientras escoltaba al convoy ONS-4 al sur de Islandia en 62°0′N 16°1′O / 62.000, -16.017. No hubo supervivientes. |
| HMS Pimpernel (K71)      | Harland & Wolff Ltd., Belfast                                | 19 de julio de 1940      | 16 de noviembre de 1940  | 9 de enero de 1941       |                          | Vendida el 6 de febrero de 1948. Desguazada en octubre de 1948 en Portaferry. |
| HMS Pink (K137)          | Henry Robb\|Henry Robb Ltd., Leith                           | 20 de mayo de 1941       | 16 de febrero de 1942    | 2 de julio de 1942       | 27 de junio de 1944      | Torpedeada y gravemente dañada por el submarino alemán U-988 en 49°48′N 0°49′O / 49.800, -0.817. Declarada pérdida total y desguazada en 1947 en Llanelly. |
| HMS Polyanthus (K47)     | Henry Robb\|Henry Robb Ltd., Leith                           | 19 de marzo de 1940      | 30 de noviembre de 1940  | 24 de abril de 1941      | 21 de septiembre de 1943 | Torpedeada y hundida por el submarino alemán U-952 mientras escoltaba al convoy ON-202 en 57°0′N 31°10′O / 57.000, -31.167. 1 superviviente rescatado por el HMS Itchen (K227) que falleció cuando este buque, fue torpedeado y hundido por el submarino alemán U-666 en 53°25′N 39°42′O / 53.417, -39.700 el 23 de septiembre de 1943.                                                               |
| HMS Poppy (K213)         | Alexander Hall and Company, Aberdeen                         | 6 de marzo de 1941       | 20 de noviembre de 1941  | 12 de mayo de 1942       |                          | Vendida en 1946 como buque mercante Rami. Desguazada en 1956. |
| HMS Potentilla (K214)    | W. Simons & Co., Renfrew                                     | 28 de febrero de 1941    | 18 de diciembre de 1941  |                          | 16 de enero de 1942      | Transferida a la Real Armada Noruega como KNM Potentilla. Devuelta a la Roytal Navy el 13 de marzo de 1944. Vendida el 13 de marzo de 1946 y desguazada en Gateshead. |
| HMS Primrose (K91)       | W. Simons & Co., Renfrew                                     | 22 de septiembre de 1939 | 8 de mayo de 1940        | 15 de julio de 1940      |                          | Vendida el 9 de agosto de 1946. Revendida en junio de 1949 como buque para el tendido de boyas Mek V. Revendida en 1952 como buque ballenero Norfinn. Vendida en octubre de 1965. Desguazada en junio de 1966 en Bélgica. |
| HMS Primula (K14)        | W. Simons & Co., Renfrew                                     | 23 de septiembre de 1939 | 22 de junio de 1940      | 27 de agosto de 1940     |                          | Vendida el 22 de julio de 1946. Revendida en 1947 como buque mercante Marylock. Desguazada en 1953 en Hong Kong. |
| HMS Ranonculus (K117)    | W. Simons & Co., Renfrew                                     | 19 de julio de 1940      | 25 de junio de 1941      |                          | 28 de julio de 1941      | Transferida a la Armada de la Francia Libre como FFL Renoncule. Devuelta a la Roytal Navy en 1947. Vendida en 1947 como buque para el tendido de boyas Southern Lily. Desguazada el 9 de enero de 1967 en Brujas. |
| HMS Rhododendron (K78)   | Harland & Wolff Ltd., Belfast                                | 22 de mayo de 1940       | 2 de septiembre de 1940  | 18 de octubre de 1940    |                          | Vendida el 17 de mayo de 1947. |
| HMS Rockrose (K51)       | Charles Hill & Sons Ltd., Bristol                            | 28 de octubre de 1940    | 26 de julio de 1941      | 4 de noviembre de 1941   | 4 de octubre de 1947     | Transferida a la armada de Sudáfrica como HMSAS Protea (K51). |
| HMS Rose (K102)          | W. Simons & Co., Renfrew                                     | 3 de septiembre de 1940  | 22 de septiembre de 1941 |                          | 31 de octubre de 1941    | Transferida a la Real Armada Noruega como KNM Rose. |
| HMS Salvia (K97)         | W. Simons & Co., Renfrew                                     | 26 de septiembre de 1939 | 6 de agosto de 1940      | 20 de septiembre de 1940 | 24 de diciembre de 1941  | Torpedeada y hundida por el submarino alemán U-568 al oeste de Alejandría en 31°46′N 28°0′E / 31.767, 28.000. Sin supervivientes. |
| HMS Samphire (K128)      | Smiths Dock Company, South Bank-on-Tees                      | 4 de diciembre de 1940   | 14 de abril de 1941      | 30 de junio de 1941      | 30 de enero de 1943      | Torpedeada y hundida por el submarino italiano Platino mientras escoltaba al convoy TE-14 en 36°56′N 5°40′E / 36.933, 5.667. |
| HMS Saxifrage (K04)      | Charles Hill & Sons Ltd., Bristol                            | 1 de febrero de 1941     | 24 de octubre de 1941    | 6 de febrero de 1942     |                          | Transferida en agosto de 1947 a la Real Armada Noruega como KNM Polarfront I. |
| HMS Snapdragon (K10)     | Smiths Dock Company, South Bank-on-Tees                      | 27 de septiembre de 1939 | 3 de septiembre de 1940  | 28 de octubre de 1940    | 19 de diciembre de 1942  | Bombardeada y hundida por la Luftwaffe al noroeste de Bengasi en 32°18′N 19°54′E / 32.300, 19.900. |
| HMS Snowberry (K166)     | Davie Shipbuilding & Repairing Co. Ltd., Lauzon              | 24 de febrero de 1940    | 8 de agosto de 1940      |                          | 26 de noviembre de 1940  | Transferida antes de ser completada a la RCN como HMCS Snowberry (K166). Devuelta a la Roytal Navy el 8 de junio de 1945. Desguazada en agosto de 1947 en Middlesbrough. |
| HMS Snowdrop (K67)       | Smiths Dock Company, South Bank-on-Tees                      | 4 de febrero de 1941     | 12 de mayo de 1941       | 30 de julio de 1941      |                          | Vendida el 17 de mayo de 1947. Desguazada en septiembre de 1949 en Newcastle. |
| HMS Snowflake (K211)     | Smiths Dock Company, South Bank-on-Tees                      | 19 de mayo de 1941       | 22 de agosto de 1941     | 2 de noviembre de 1941   |                          | Anteriormente HMS Zenobia (K211). Vendida en 1947 como buque meteorológico. Desguazada en mayo de 1962 en Dublín. |
| HMS Spikenard (K198)     | Davie Shipbuilding & Repairing Co. Ltd., Lauzon              | 24 de febrero de 1940    | 10 de agosto de 1940     |                          | 15 de mayo de 1941       | Transferida antes de ser completada a la RCN como HMCS Spikenard (K198). |
| HMS Spiraea (K08)        | A. & J. Inglis, Glasgow                                      | 31 de mayo de 1940       | 31 de octubre de 1940    | 27 de febrero de 1941    |                          | Vendida en agosto de 1947. Revendida en 1948 como buque mercante Thessalonika. |
| HMS Starwort (K20)       | A. & J. Inglis, Glasgow                                      | 11 de junio de 1940      | 12 de febrero de 1941    | 26 de mayo de 1941       |                          | Vendida en 1948 a Noruega como buque ballenero Southern Broom. Desguazada el 9 de enero de 1967 en Brujas. |
| HMS Stonecrop (K142)     | Smiths Dock Company, South Bank-on-Tees                      | 4 de febrero de 1941     | 12 de mayo de 1941       | 30 de julio de 1941      |                          | Vendida el 17 de mayo de 1947. Revendida en 1949 como buque mercante Silver King y en 1950 como buque mercante Martha Vinke. |
| HMS Sundew (K57)         | J. Lewis & Sons Ltd., Aberdeen                               | 4 de noviembre de 1940   | 28 de mayo de 1941       |                          | 19 de septiembre de 1941 | Transferida a la Armada de la Francia Libre como FFL Roselyss. Devuelta a la Royal Navy en 1947. Vendida el 23 de octubre de 1947 y desguazada en mayo de 1948 en Troon. |
| HMS Sunflower (K41)      | Smiths Dock Company, South Bank-on-Tees                      | 24 de mayo de 1940       | 19 de agosto de 1940     | 25 de enero de 1941      |                          | Desguazada en agosto de 1947 at Hayle. |
| HMS Sweetbriar (K209)    | Smiths Dock Company, South Bank-on-Tees                      | 4 de abril de 1941       | 26 de junio de 1941      | 8 de septiembre de 1941  |                          | Vendida el 29 de julio de 1946. Revendida en junio de 1949 como buque para el tendido de boyas Star IX. Revendida como buque ballenero. Desguazada en abril de 1966 en Brujas. |
| HMS Tamarisk (K216)      | Ferguson Shipbuilders, Paisley                               | 10 de febrero de 1941    | 28 de julio de 1941      | 26 de diciembre de 1941  | 11 de 1943               | Anteriormente HMS Ettrick (K216), renombrada antes de ser completada. Transferida en noviembre de 1943 a la Real Armada Griega como Tompazis. Devuelta a la Royal Navy en 1952. Desguazada el 20 de marzo de 1952 en el Reino Unido. |
| HMS Thyme (K210)         | Smiths Dock Company, South Bank-on-Tees                      | 30 de abril de 1941      | 25 de julio de 1941      | 23 de octubre de 1941    |                          | Vendida en 1947 como buque meteorológico Weather Explorer. Revendida en 1958 como buque mercante Epos. |
| HMS Trillium (K172)      | Canadian Vickers Ltd., Montreal                              | 20 de febrero de 1940    | 26 de junio de 1940      |                          | 31 de octubre de 1940    | Transferida antes de ser completada a la RCN como HMCS Trillium (K172). Devuelta a la Roytal Navy el 25 de junio de 1945. Vendida en 1950 como buque mercante Olympic Runner. Revendida en 1956 como buque mercante Otori Maru 10, y en 1959 como buque mercante Kyo Maru No. 16. |
| HMS Tulip (K29)          | Smiths Dock Company, South Bank-on-Tees                      | 30 de mayo de 1940       | 4 de septiembre de 1940  | 18 de noviembre de 1940  |                          | Vendida en mayo de 1947. Revendida en 1950 como buque ballenero Olympic Conqueror. Confiscada en noviembre de 1954 por Perú. Revendida en 1956 a Japón como Otori Maru No. 8, en 1957 como Thorlyn y en noviembre de 1964 a Suecia. Desguazada en 1965 en Alemania occidental. |
| HMS Verbena (K85)        | Smiths Dock Company, South Bank-on-Tees                      | 29 de junio de 1940      | 1 de octubre de 1940     | 19 de diciembre de 1940  |                          | Vendida el 17 de mayo de 1947. Desguazada el 1 de octubre de 1951 en Blyth. |
| HMS Veronica (K37)       | Smiths Dock Company, South Bank-on-Tees                      | 9 de julio de 1940       | 17 de octubre de 1940    | 18 de febrero de 1941    | 16 de febrero de 1942    | Transferida a la Armada de los EE. UU. como USS Temptress (PG-62). Devuelta a la Roytal Navy el 26 de agosto de 1945. Vendida en 1946 como buque mercante Verolock. Hundida en 1947, reflotada en 1951 y desguazada en Blyth. |
| HMS Vervain (K190)       | Harland & Wolff Ltd., Belfast                                | 16 de noviembre de 1940  | 12 de marzo de 1941      | 9 de junio de 1941       | 20 de febrero de 1945    | Anteriormente HMS Broom (K190). Torpedeada y hundida por el submarino alemán U-1276 al sudeste de Dungarvan en 51°47′N 7°6′O / 51.783, -7.100. |
| HMS Vetch (K132)         | Smiths Dock Company, South Bank-on-Tees                      | 15 de marzo de 1941      | 27 de mayo de 1941       | 11 de agosto de 1941     |                          | Vendida en agosto de 1945. Revendida en 1948 como buque mercante Patrai, en 1951 como buque mercante Olympic Hunter y en 1956 como buque mercante Otori Maru No. 18. |
| HMS Violet (K35)         | W. Simons & Co., Renfrew                                     | 21 de marzo de 1940      | 30 de diciembre de 1940  | 3 de febrero de 1941     | 10 de febrero de 1946    | Vendida el 17 de mayo de 1947 como buque mercante La Aguerra. Revendida en 1949 a España como buque mercante La Guera y en 1958 como buque mercante Claudio Sabadell. Desguazada en octubre de 1970 en Bilbao. |
| HMS Wallflower (K44)     | Smiths Dock Company, South Bank-on-Tees                      | 23 de julio de 1940      | 14 de noviembre de 1940  | 7 de marzo de 1941       |                          | Vendida el 29 de julio de 1946. Revendida en 1949 como buque para el tendido de boyas Asbjrrn Larsen y en 1950 como buque ballenero. Desguazada en octubre de 1966 en Grimstad. |
| HMS Windflower (K155)    | Davie Shipbuilding & Repairing Co. Ltd., Lauzon              | 25 de febrero de 1940    | 4 de julio de 1940       |                          | 15 de mayo de 1941       | Transferida antes de su finalización a la RCN como HMCS Windflower (K155). |
| HMS Woodruff (K53)       | W. Simons & Co., Renfrew                                     | 29 de abril de 1940      | 28 de febrero de 1941    | 7 de abril de 1941       |                          | Vendida en 1947 como buque mercante Southern Lupin. Revendida en 1948 como buque para el tendido de boyas y finalmente como buque ballenero. Fue desguazada en 1959 en Odense. |
| HMS Zinnia (K98)         | Smiths Dock Company, South Bank-on-Tees                      | 20 de agosto de 1940     | 28 de noviembre de 1940  | 30 de marzo de 1941      | 23 de agosto de 1941     | Torpedeada y hundida por el submarino alemán U-564 mientras escoltaba al convoy OG-71 al oeste de Portugal en 40°25′N 10°40′O / 40.417, -10.667. |

#### Armada Sudafricana
| Buque        | Constructor                       | Puesta en grada       | Botadura            | Destino              | Destino |
| ------------ | --------------------------------- | --------------------- | ------------------- | -------------------- | --- |
| HMSAS Protea | Charles Hill & Sons Ltd., Bristol | 28 de octubre de 1940 | 26 de julio de 1941 | 4 de octubre de 1947 | Anteriormente HMS Rockrose (K51). Transferida a la Armada de Sudáfrica. Utilizado como patrullero. Desguazado en 1967. |

#### Real Armada Neerlandesa
| Ship             | Constructor                           | Puesta en grada       | Botadura           | Asignado            | Destino              | Destino |
| ---------------- | ------------------------------------- | --------------------- | ------------------ | ------------------- | -------------------- | --- |
| HMNS Friso (K00) | Grangemouth Dry Dock Co., Grangemouth | 31 de octubre de 1939 | 8 de julio de 1940 | 26 de marzo de 1943 | 4 de octubre de 1944 | Anteriormente HMS Carnation (K00). Transferido el 26 de marzo de 1943 a la Real Armada de Holanda. Devuelto a la RN el 4 de octubre de 1944. |

#### Real Armada Noruega
| Ship                  | Constructor                        | Puesta en grada         | Botadura                 | Asignado                 | Destino                 | Destino |
| --------------------- | ---------------------------------- | ----------------------- | ------------------------ | ------------------------ | ----------------------- | --- |
| DKN Andenes (K01)     | Ailsa Shipbuilding Co. Ltd., Troon | 21 de diciembre de 1939 | 26 de mayo de 1941       | 1 de octubre de 1941     | 1956                    | Anteriormente HMS Acanthus (K01). Transferido a la Real Armada Noruega el 1 de octubre de 1941. Adquirido por Noruega en 1946 como buque destinado a la protección de caladeros pesqueros. Reclasificado en 1950 como fragata no el numeral F307. Vendido en 1956 como buque ballenero Colin Frye. Revendido en 1957 como Toshi Maru No.2. Desguazado en 1970 en Japón. |
| DKN Buttercup (K193)  | Harland & Wolff Ltd., Belfast      | 17 de diciembre de 1940 | 10 de abril de 1941      | 20 de diciembre de 1944  | Noviembre de 1957       | Anteriormente HMS Buttercup (K193). Transferido a la Real Armada Noruega el 20 de diciembre de 1944. Adquirido por Noruega en 1946 como buque para la protección de pesquerías DKN Nordkyn. Vendido en de noviembre de 1957 como buque ballenero Thoris. Desguazado en de junio de 1969.                                                                                |
| DKN Eglantine (K197)  | Harland & Wolff Ltd., Belfast      | 16 de enero de 1941     | 11 de junio de 1941      | 29 de agosto de 1941     | Aug 1956                | Anteriormente HMS Eglantine (K197). Transferido a la Real Armada Noruega el 29 de agosto de 1941. Adquirido por Noruega en 1946 como buque para la protección de pesquerías DKN Soroy. Vendido en de agosto de 1956 como buque ballenero Thorglimt. Desguazado en de junio de 1969 en Grimstad.                                                                         |
| DKN Montbretia (K208) | Ferguson Shipbuilders, Paisley     | 16 de noviembre de 1940 | 27 de mayo de 1941       | 29 de septiembre de 1941 | 18 de noviembre de 1942 | Anteriormente HMS Montbretia (K208). Transferido a la Real Armada Noruega el 29 de septiembre de 1941. Torpedeado y hundido por el submarino alemán U-262 el 18 de noviembre de 1942 en 53-37N, 38-15W. 48 tripulantes muertos, 23 supervivientes rescatados por el [DKN Potentilla (K214)]].                                                                           |
| DKN Potentilla (K214) | W. Simons & Co., Renfrew           | 28 de febrero de 1941   | 18 de diciembre de 1941  | 16 de enero de 1942      | 13 de marzo de 1944     | Anteriormente HMS Potentilla (K214). Transferido a la Real Armada Noruega el 16 de enero de 1942. Devuelto a la RN el 13 de marzo de 1944. |
| DKN Rose (K102)       | W. Simons & Co., Renfrew           | 3 de septiembre de 1940 | 22 de septiembre de 1941 | 31 de octubre de 1941    | 26 de octubre de 1944   | Anteriormente HMS Rose (K102). Transferido a la Real Armada Noruega el 26 de octubre de 1941 y asignado el 31 de octubre de 1941. fue embestido y hundido el 26 de octubre de 1944 por el HMS Manners (K568) en coordenadas 50N, 40-15W. 3 tripulantes muertos. |

#### Real Armada Griega
| Ship             | Constructor                    | Puesta en grada          | Botadura             | Asignado                | Destino            | Destino |
| ---------------- | ------------------------------ | ------------------------ | -------------------- | ----------------------- | ------------------ | --- |
| Apostolis (K84)  | Harland & Wolff Ltd., Belfast  | 20 de abril de 1940      | 19 de agosto de 1940 | 24 de octubre de 1943   | 1952               | Anteriormente HMS Hyacinth (K84) . Transferido a la Real Armada Griega el 24 de octubre de 1943. Devuelto a la Royal Navy en 1952.                 |
| Kriezis (K32)    | A. & J. Inglis, Glasgow        | 19 de septiembre de 1939 | 23 de abril de 1940  | 10 de noviembre de 1943 | 1 de junio de 1952 | Anteriormente HMS Coreopsis (K32). Transferido a la Real Armada Griega el 10 de noviembre de 1943. Devuelto a la Royal Navy el 1 de junio de 1952. |
| Sachtouris (K40) | Harland & Wolff Ltd., Belfast  | 24 de febrero de 1940    | 4 de junio de 1940   | 1943                    | 1951               | Anteriormente HMS Peony (K40). Transferido a la Real Armada Griega en 1943. Devuelto a la Royal Navy en septiembre de 1951.                        |
| Tombazis (K216)  | Ferguson Shipbuilders, Paisley | 10 de febrero de 1941    | 28 de julio de 1941  | Noviembre de 1943       |                    | Anteriormente HMS Tamarisk (K216). Transferido a la Real Armada Griega en noviembre de 1943. Devuelto a la Royal Navy en 1952.                     |

#### Armada de los Estados Unidos
Las corbetas de la clase Flower en servicio en la US Navy fueron denominadas clase Action, y clasificadas con Patrol Gunboal (PG). Cuando los Estados Unidos entraron en guerra les fueron transferidos algunas corbetas canadienses y sufrieron algunos cambios en los cañones, radares, el puente, etc.
| Buque                 | Constructor                             | Puesta en grada         | Botadura                 | Asignada            | Destino              | Destino |
| --------------------- | --------------------------------------- | ----------------------- | ------------------------ | ------------------- | -------------------- | --- |
| USS Courage (PG-70)   | Harland & Wolff Ltd., Belfast           | 14 de noviembre de 1939 | 20 de abril de 1940      | 3 de abril de 1942  | 22 de agosto de 1945 | Anteriormente HMS Heartsease (K15). Transferido a la USN el 3 de abril de 1942. Devuelto a la Royal Navy el 23 de agosto de 1945.  |
| USS Fury (PG-69)      | Ferguson Shipbuilders, Paisley          | 26 de marzo de 1940     | 5 de septiembre de 1940  | 17 de marzo de 1942 | 22 de agosto de 1945 | Anteriormente HMS Larkspur (K82). Transferido a la USN el 17 de marzo de 1942. Devuelto a la Royal Navy el 22 de agosto de 1945.   |
| USS Impulse (PG-68)   | Cook, Welton & Gemmill, Beverley        | 13 de marzo de 1940     | 18 de septiembre de 1940 | 10 de marzo de 1942 | 22 de agosto de 1945 | Anteriormente HMS Begonia K66. Transferido a la USN el 10 de marzo de 1942. Devuelto a la Royal Navy el 22 de agosto de 1945.      |
| USS Ready (PG 67)     | Harland & Wolff Ltd., Belfast           | 30 de octubre de 1939   | 21 de marzo de 1940      | 12 de marzo de 1942 | 23 de agosto de 1945 | Anteriormente HMS Calendula (K28). Transferido a la USN el 12 de marzo de 1942. Devuelto a la Royal Navy el 23 de agosto de 1945.  |
| USS Restless (PG-66)  | Harland & Wolff Ltd., Belfast           | 30 de octubre de 1939   | 24 de febrero de 1940    | 15 de marzo de 1942 | 20 de agosto de 1945 | Anteriormente HMS Periwinkle (K55). Transferido a la USN el 15 de marzo de 1942. Devuelto a la Royal Navy el 26 de agosto de 1945. |
| USS Saucy (PG-65)     | Harland & Wolff Ltd., Belfast           | 30 de octubre de 1939   | 14 de febrero de 1940    | 30 de abril de 1942 | 20 de agosto de 1945 | Anteriormente HMS Arabis (K73). Transferido a la USN el 30 de abril de 1942. Devuelto a la Royal Navy el 26 de agosto de 1945.     |
| USS Spry (PG-64)      | Harland & Wolff Ltd., Belfast           | 14 de noviembre de 1939 | 6 de abril de 1940       | 2 de mayo de 1942   | 20 de agosto de 1945 | Anteriormente HMS Hibiscus (K24). Transferido a la USN el 2 de mayo de 1942. Devuelto a la Royal Navy el 26 de agosto de 1945.     |
| USS Surprise (PG-63)  | John Crown and Sons, Sunderland         | 23 de octubre de 1939   | 5 de junio de 1940       | 24 de marzo de 1942 | 20 de agosto de 1945 | Anteriormente HMS Heliotrope (K03). Transferido a la USN el 24 de marzo de 1942. Devuelto a la Royal Navy el 26 de agosto de 1945. |
| USS Temptress (PG-62) | Smiths Dock Company, South Bank-on-Tees | 9 de julio de 1940      | 17 de octubre de 1940    | 21 de marzo de 1942 | 20 de agosto de 1945 | Anteriormente HMS Verónica (K37). Transferido a la USN el 16 de febrero de 1942. Devuelto a la Royal Navy el 26 de agosto de 1945. |
| USS Tenacity (PG-71)  | Grangemouth Dry Dock Co., Grangemouth   | 31 de octubre de 1939   | 8 de julio de 1940       | 11 de junio de 1942 | 22 de agosto de 1945 | Anteriormente HMS Candytuft (K09). Transferido a la USN el 4 de marzo de 1942. Devuelto a la Royal Navy el 26 de agosto de 1945.   |

### Clase Flower (modificada)

#### Marina Real Canadiense
| Buque                       | Constructor                                     | Puesta en grada          | Botadura                 | Asignada                 | Destino               | Destino |
| --------------------------- | ----------------------------------------------- | ------------------------ | ------------------------ | ------------------------ | --------------------- | --- |
| HMCS Asbestos (K358)        | Morton Engineering and Dry Dock Company, Quebec | 20 de julio de 1943      | 22 de noviembre de 1943  | 16 de junio de 1944      | 8 de julio de 1945    | Desguazada en 3 de 1949 en Nueva Orleans. |
| HMCS Atholl (K15)           | Morton Engineering & Dry Dock Co., Quebec       | 15 de agosto de 1942     | 4 de abril de 1943       | 14 de octubre de 1943    | 17 de julio de 1945   | Desguazada en 10 de 1952 en Canadá. |
| HMCS Beauharnois (K540)     | Morton Engineering & Dry Dock Co., Quebec       | 8 de noviembre de 1943   | 11 de mayo de 1944       | 25 de septiembre de 1944 | 12 de julio de 1945   | Vendida en 1946 a Palestina como buque de pasajeros Yoashia Wegwood. Transferida a Israel en 1948 como corbeta HaShomer.                                                                                    |
| HMCS Belleville (K332)      | Kingston Shipbuilding, Kingston                 | 21 de enero de 1944      | 17 de junio de 1944      | 19 de octubre de 1944    | 5 de julio de 1945    | Vendida en 1947 a la República Dominicana como Juan Bautista Cambiaso. |
| HMCS Brampton               |                                                 |                          |                          |                          |                       | Cancelada en 12 de 1943. |
| HMCS Cobourg (K333)         | Midland Shipyards., Midland                     | 25 de noviembre de 1942  | 14 de julio de 1943      | 11 de mayo de 1944       | 15 de junio de 1945   | Vendida en 1947 como buque mercante Camco. Revendida en 1956 a Panamá como buque mercante Puerto del Sol. Ardió y se hundió en 1971.                                                                        |
| HMCS Fergus (K686)          | Collingwood Shipyards, Collingwood              | 10 de diciembre de 1943  | 30 de agosto de 1944     | 18 de noviembre de 1944  | 14 de julio de 1945   | Vendida en 1945 como buque mercante Camco II. Revendida en 1948 como Hartcourt Kent. Naufragó en 1949. |
| HMCS Forrest Hill (K486)    | Ferguson Shipbuilders, Paisley                  | 5 de febrero de 1943     | 30 de agosto de 1943     | 1 de diciembre de 1943   | 9 de julio de 1945    | Anteriormente HMS Ceanothos (K486). Transferida a la RCN antes de ser completado. |
| HMCS Frontenac (K335)       | Kingston Shipbuilding, Kingston                 | 19 de febrero de 1943    | 2 de junio de 1943       | 26 de octubre de 1943    | 22 de julio de 1945   | Vendida en octubre de 1945 a la United Ship Corporation. |
| HMCS Giffard (K402)         | Alexander Hall and Company, Aberdeen            | 30 de noviembre de 1942  | 19 de junio de 1943      | 10 de noviembre de 1943  | 5 de julio de 1945    | Anteriormente HMS Buddleia K402. Desguazada en octubre de 1952 en Canadá. |
| HMCS Guelph (K687)          | Collingwood Shipyards Ltd., Collingwood         | 29 de mayo de 1943       | 20 de diciembre de 1943  | 9 de mayo de 1944        | 27 de junio de 1945   | Vendida en 1945 a Panamá como buque mercante Guelph. Revendida en 1956 como Burfin. |
| HMCS Hawkesbury (K415)      | Morton Engineering & Dry Dock Co., Quebec       | 20 de julio de 1943      | 16 de noviembre de 1943  | 14 de junio de 1944      | 10 de julio de 1945   | Vendida en 1950 a Camboya como Campuchea. |
| HMCS Ingersoll (K336)       |                                                 |                          |                          |                          |                       | Cancelada en 12 de 1943. |
| HMCS Lachute (K440)         | Morton Engineering & Dry Dock Co., Quebec       | 24 de noviembre de 1943  | 9 de junio de 1944       | 26 de octubre de 1944    | 10 de julio de 1945   | Vendida en 1947 a la República Dominicana y renombrada Cristobal Colon. Hundido durante el Huracán David el 30 de agosto de 1979.                                                                           |
| HMCS Lindsay (K338)         | Midland Shipyards., Midland                     | 30 de septiembre de 1942 | 4 de junio de 1943       | 15 de noviembre de 1943  | 18 de julio de 1945   | Vendida en 1946 como buque mercante North Shore. |
| HMCS Listowel (K439)        |                                                 |                          |                          |                          |                       | Cancelada en 12 de 1943. |
| HMCS Long Branch (K487)     | A. & J. Inglis, Glasgow                         | 27 de febrero de 1943}   | 28 de septiembre de 1943 | 5 de enero de 1944       | 17 de junio de 1945   | Anteriormente HMS Candytuft (K487). Vendida en 1947 como buque mercante Rexton Kent II. |
| HMCS Louisburg (K401)       | Morton Engineering and Dry Dock Company, Quebec | 11 de enero de 1943      | 13 de julio de 1943      | 13 de diciembre de 1943  | 25 de junio de 1945   | Vendida en 1947 a la República Dominicana y renombrada Juan Alejandro Acosta. Naufragó por el Huracán David el 30 de agosto de 1979.                                                                        |
| HMCS Meaford                |                                                 |                          |                          |                          |                       | Cancelada en 12 de 1943. |
| HMCS Merrittonia (K688)     | Morton Engineering & Dry Dock Co., Quebec       | 23 de noviembre de 1943  | 24 de junio de 1944      | 10 de noviembre de 1944  | 11 de julio de 1945   | Anteriormente HMCS Pointe Claire (K688). |
| HMCS Mimico (K485).         | John Crown and Sons, Sunderland                 | 22 de febrero de 1943    | 11 de octubre de 1943    | 8 de febrero de 1944     | 18 de julio de 1945   | Anteriormente HMS Bullrush (K485). Vendida en 1950 a Honduras como Olympic Victor. Revendida en 1956 a Japón como Otori Maru No. 12 y en 1962 como Kyo Maru No. 25.                                         |
| HMCS Norsyd (K520)          | Morton Engineering & Dry Dock Co., Quebec       | 14 de enero de 1943      | 31 de julio de 1943      | 22 de diciembre de 1943  | 25 de junio de 1945   | Vendida en 1946 a Yugoslavia como buque mercante Balboa. Vendida a Palestina como buque de pasajeros Haganá. Transferida a Israel en 1948 como corbeta Haganá.                                              |
| HMCS North Bay (K339)       | Collingwood Shipyards, Collingwood              | 29 de septiembre de 1942 | 27 de abril de 1943      | 25 de octubre de 1943    | 5 de junio de 1945    | Vendida en 1946 como buque mercante Kent County II. Revendida en 1950 como Galloway Kent y en 1951 como Bedford II.                                                                                         |
| HMCS Owen Sound (K340)      | Collingwood Shipyards, Collingwood              | 11 de noviembre de 1942  | 15 de junio de 1943      | 17 de noviembre de 1943  | 19 de julio de 1945   | Vendida en 1945 a Grecia como Cadio. |
| HMCS Parry Sound (K341)     | Marine Industries Limited, Sorel                | 11 de junio de 1943      | 13 de noviembre de 1943  | 30 de agosto de 1944     | 10 de julio de 1945   | Vendida en 1950 a Honduras como buque mercante Olympic Champion. Revendida de nuevo en 1956 a Japón como Otori Maru Nº. 15 y en 1961 como Kyo Maru Nº. 22.                                                  |
| HMCS Peterborough (K342)    | Kingston Shipbuilding, Kingston                 | 14 de septiembre de 1943 | 15 de enero de 1944      | 1 de junio de 1944       | 19 de julio de 1945   | Vendida en 1947 a la República Dominicana como Gerardo Jansen. |
| HMCS Renfrew (K452)         |                                                 |                          |                          |                          |                       | Cancelada en 12 de 1943. |
| HMCS Riviere du Loup (K357) | Morton Engineering & Dry Dock Co., Quebec       | 5 de enero de 1943       | 2 de julio de 1943       | 21 de noviembre de 1943  | 2 de julio de 1945    | Vendida en 1947 a la República Dominicana como Juan Bautista Maggiolo. |
| HMCS Smiths Falls (K345)    | Kingston Shipbuilding, Kingston                 | 21 de enero de 1944      | 19 de agosto de 1944     | 28 de noviembre de 1944  | 8 de julio de 1945    | Vendida en 1950 a Honduras como buque mercante Olympic Lightning. Revendida en 1956 a Japón como Otori Maru Nº. 16 y en 1961 como Kyo Maru Nº. 23.                                                          |
| HMCS St. Lambert (K343)     | Morton Engineering & Dry Dock Co., Quebec       | 8 de julio de 1943       | 6 de noviembre de 1943   | 27 de mayo de 1944       | 20 de julio de 1945   | Vendida en 1946 a Panamá como Chrysi Hondroulis. Revendida de nuevo en 1955 a Grecia como Loula. |
| HMCS Stellarton (K457)      | Morton Engineering and Dry Dock Company, Quebec | 16 de noviembre de 1943  | 27 de abril de 1944      | 29 de septiembre de 1944 | 1 de julio de 1945    | Vendida en 1946 a Chile con el nombre de corbeta Casma. |
| HMCS Strathroy (K455)       | Marine Industries Limited, Sorel                | 18 de noviembre de 1943  | 15 de junio de 1944      | 20 de noviembre de 1944  | 12 de julio de 1945   | Vendida en 1946 a Chile con el nombre de corbeta Chipana. |
| HMCS Thorlock (K394)        | Marine Industries Limited, Sorel                | 25 de septiembre de 1943 | 15 de mayo de 1944       | 13 de noviembre de 1944  | 15 de julio de 1945   | Vendida en 1946 a Chile con el nombre de corbeta Papudo. |
| HMCS Trentonian (K368)      | Kingston Shipbuilding, Kingston                 | 19 de febrero de 1943    | 1 de septiembre de 1943  | 1 de diciembre de 1943   | 22 de febrero de 1945 | Torpedeado y hundido el 22 de febrero de 1945 por el U-1004 en 50°6′N 4°50′O / 50.100, -4.833. |
| HMCS West York (K369)       | Midland Shipyards., Midland                     | 23 de julio de 1943      | 25 de enero de 1944      | 6 de octubre de 1944     | 9 de julio de 1945    | Vendida en 1945 como buque mercante West York. Revendida de nuevo en 1960 y renombrada Federal Express. Fue abordado y hundido en 1960 en el río San Lorenzo cerca de Montreal. Fue reflotada y desguazada. |
| HMCS Whitby (K346)          | Marine Industries Limited, Sorel                | 1 de abril de 1943       | 18 de septiembre de 1943 | 6 de junio de 1944       | 16 de julio de 1945   | Adquirido por la Marinha Portuguesa a los EE. UU. y renombrada NRP Bengo el 29 de abril de 1948 y transferida a Mozambique el 1 de octubre de 1948 donde conservó el nombre de Bengo.                       |

#### Armada India
| Buque                    | Constructor                          | Puesta en grada          | Botadura            | Asignada              | Destino            | Destino |
| ------------------------ | ------------------------------------ | ------------------------ | ------------------- | --------------------- | ------------------ | --- |
| INS Assam (K306)         | John Crown and Sons, Sunderland      | 26 de noviembre de 1942  | 21 de junio de 1943 | 19 de febrero de 1945 |                    | Anteriormente HMS Bugloss (K306). Transferida a la Armada India el 19 de febrero de 1945. Devuelta a la Royal Navy en 1947. Desguazada.      |
| INS BuRoyal Navyet (348) | Ferguson Shipbuilders, Paisley       | 2 de noviembre de 1942   | 31 de mayo de 1943  | 15 de mayo de 1945    | 17 de mayo de 1946 | Anteriormente HMS BuRoyal Navyet (348). Transferida a la Armada India el 15 de mayo de 1945. Devuelta a la Royal Navy el 17 de mayo de 1946. |
| INS Betony (K274)        | Alexander Hall and Company, Aberdeen | 26 de septiembre de 1942 | 22 de abril de 1943 | 24 de agosto de 1945  | 17 de mayo de 1946 | Anteriormente HMS Betony (K274). Transferida a la Armada India el 24 de agosto de 1945. Devuelta a la Royal Navy el 17 de mayo de 1946.      |

#### Real Armada de Nueva Zelanda
| Buque                | Constructor                        | Puesta en grada       | Botadura              | Asignada            | Destino | Destino |
| -------------------- | ---------------------------------- | --------------------- | --------------------- | ------------------- | ------- | --- |
| HMNZS Arabis (K385)  | George Brown and Company, Greenock | 26 de febrero de 1943 | 28 de octubre de 1943 | 16 de marzo de 1944 | 1948    | Anteriormente HMS Arabis (K385). Transferida a la RNZN el 16 de marzo de 1944. Devuelta a la Royal Navy en 1948. |
| HMNZS Arbutus (K403) | George Brown and Company, Greenock | 3 de mayo de 1943     | 26 de enero de 1944   | 5 de julio de 1944  | 1948    | Anteriormente HMS Arbutus (K403). Transferida a la RNZN el 5 de julio de 1944. Devuelta a la Royal Navy en 1948. |

#### Royal Navy
| Buque                 | Constructor                                     | Puesta en grada          | Botadura                 | Asignada                 | Destino                 | Destino |
| --------------------- | ----------------------------------------------- | ------------------------ | ------------------------ | ------------------------ | ----------------------- | --- |
| HMS Arabis (K385)     | George Brown and Company, Greenock              | 26 de febrero de 1943    | 28 de octubre de 1943    |                          | 16 de marzo de 1944     | Transferida a la Real Armada de Nueva Zelanda como HMZS Arabis (K385). Devuelta a la Royal Navy en 1948. Desguazada en agosto de 1951 en Grays.                                                                                                |
| HMS Arbutus (K403)    | George Brown and Company, Greenock              | 3 de mayo de 1943        | 26 de enero de 1944      |                          | 5 de julio de 1944      | Transferida a la Real Armada de Nueva Zelanda como HMNZS Arbustus (K403). Devuelta a la RN en 1948. Desguazada en junio de 1951 en Dunston (Tyne and Wear).                                                                                    |
| HMS Balm              |                                                 |                          |                          |                          |                         | Cancelado el 12 de noviembre de 1942. |
| HMS Betony (K274)     | Alexander Hall and Company, Aberdeen            | 26 de septiembre de 1942 | 22 de abril de 1943      |                          | 24 de agosto de 1945    | Transferida a la India como INS Sind (K274). Devuelta a la Royal Navy el 17 de mayo de 1946. Transferida en 1947 a Tailandia como Prasae. Encalló el 7 de enero de 1951 en la costa este de Corea y fue echada a pique el 13 de enero de 1951. |
| HMS Buddleia (K402)   | Alexander Hall and Company, Aberdeen            | 30 de noviembre de 1942  | 19 de junio de 1943      |                          | 10 de noviembre de 1943 | Transferida a la RCN como HMNZS Giffard (K402). |
| HMS Bugloss (K306)    | John Crown and Sons, Sunderland                 | 26 de noviembre de 1942  | 21 de junio de 1943      | 8 de noviembre de 1943   | 19 de febrero de 1945   | Transferida a la India como INS Asma (K306). Devuelta a la RN en 1947 y desguazada. |
| HMS Bullrush (K307)   | John Crown and Sons, Sunderland                 | 22 de febrero de 1943    | 11 de octubre de 1943    |                          | 8 de febrero de 1944    | Transferida a la RCN como HMCS Mimico (K485). |
| HMS Burnet (K348)     | Ferguson Shipbuilders, Paisley                  | 2 de noviembre de 1942   | 31 de mayo de 1943       |                          | 15 de mayo de 1945      | Transferida a la India como HMIS Gondwana (K348). Devuelta a la RN el 17 de mayo de 1946. Transferida el 15 de mayo de 1947 a Tailandia. |
| HMS Candytuft (K484)  | A. & J. Inglis, Glasgow                         | 27 de febrero de 1943    | 28 de septiembre de 1943 |                          | 5 de enero de 1944      | Transferida a la RCN como HMCS Long Branco (K487). |
| HMS Ceanothos (K486)  | Ferguson Shipbuilders, Paisley                  | 5 de febrero de 1943     | 30 de agosto de 1943     |                          | 1 de diciembre de 1943  | Transferida a la RCN como HMCS Forrest Hill (K486). |
| HMS Charlock (K395)   | Ferguson Shipbuilders, Paisley                  | 6 de abril de 1943       | 16 de noviembre de 1943  |                          | 1946                    | Transferida a la India como INS Mahratta (K395). |
| HMS Comfrey (K277)    | Collingwood Shipyards, Collingwood              | 6 de enero de 1942       | 28 de julio de 1942      |                          | 22 de noviembre de 1942 | Transferida a la Armada de los Estados Unidos como USS Action (PG-86). |
| HMS Cornel (K278)     | Collingwood Shipyards, Collingwood              | 6 de enero de 1942       | 4 de septiembre de 1942  |                          | 10 de diciembre de 1942 | Transferida a la USN como USS Alacrity (PG-87). |
| HMS Dittany (K279)    | Collingwood Shipyards, Collingwood              |                          | 31 de octubre de 1942    | 31 de mayo de 1943       |                         | Anteriormente USS Beacon (PG-88). Transferida a la RN el 31 de mayo de 1943 bajo el programa de préstamo y arriendo. Devuelta a la USN el 20 de junio de 1946.                                                                                 |
| HMS Flax (K284)       | Kingston Shipbuilding, Kingston                 |                          | 15 de junio de 1942      |                          | 6 de diciembre de 1942  | Transferida a la USN como USS Brisa (PG-89). |
| HMS Honesty (K285)    | Kingston Shipbuilding, Kingston                 |                          | 28 de septiembre de 1942 |                          |                         | Anteriormente USS Caprice (PG-90). Transferida a la RN bajo el programa de préstamo y arriendo. Devuelta a la USN el 5 de enero de 1946. |
| HMS Linaria (K282)    | Midland Shipyards., Midland                     |                          | 18 de noviembre de 1942  | 22 de junio de 1943      |                         | Anteriormente USS Clash (PG-91). Transferida a la RN bajo el programa de préstamo y arriendo. Devuelta a la USN el 27 de julio de 1946. |
| HMS Mandrake (K287)   | Morton Engineering and Dry Dock Company, Quebec | noviembre de 1941        | 22 de agosto de 1942     |                          | 6 de abril de 1943      | Transferida a la USN como USS Haste (PG-92). |
| HMS Milfoil (K288)    | Morton Engineering and Dry Dock Company, Quebec | noviembre de 1941        | 5 de agosto de 1942      |                          | 31 de marzo de 1943     | Transferida a la USN como USS Intensity (PG-93). |
| HMS Musk (K289)       | Morton Engineering and Dry Dock Company, Quebec | 28 de noviembre de 1941  | 15 de julio de 1942      |                          | 22 de diciembre de 1942 | Transferida a la USN como USS Might (PG-94). |
| HMS Nepeta (K290)     | Morton Engineering and Dry Dock Company, Quebec | 22 de julio de 1942      | 29 de noviembre de 1942  |                          | 23 de julio de 1943     | Transferida a la USN como USS Pert (PG-95).. |
| HMS Privet (K291).    | Morton Engineering and Dry Dock Company, Quebec | 14 de agosto de 1942     | 4 de diciembre de 1942   |                          | 16 de agosto de 1943    | Transferida a la USN como USS Prudent (PG-96). |
| HMS Rosebay (K286).   | Kingston Shipbuilding, Kingston                 |                          | 11 de febrero de 1943    | 28 de julio de 1943      | 20 de marzo de 1946     | Anteriormente USS Splendor (PG-97). Transferida a la RN bajo el programa de préstamo y arriendo. Devuelta a la USN el 20 de marzo de 1946. |
| HMS Smilax (K280)     | Collingwood Shipyards, Collingwood              |                          | 24 de diciembre de 1942  | 21 de junio de 1943      |                         | Anteriormente USS Tact (PG-98). Transferida a la RN bajo el programa de préstamo y arriendo. Devuelta a la USN el 5 de enero de 1946. |
| HMS Statice (K281)    | Collingwood Shipyards, Collingwood              |                          | 10 de abril de 1943      | 20 de septiembre de 1943 |                         | Anteriormente USS Vim (PG-99) Transferida a la RN bajo el programa de préstamo y arriendo. Devuelta a la USN el 21 de junio de 1946. |
| HMS Willowherb (K283) | Midland Shipyards., Midland                     |                          | 24 de marzo de 1943      |                          |                         | Anteriormente USS Vitality (PG-100). Transferida a la RN bajo el programa de préstamo y arriendo. Devuelta a la USN el 11 de junio de 1946. |

#### Armada de los Estados Unidos
| Buque                 | Constructor                                     | Puesta en grada         | Botadura                | Asignada                | Destino                 | Destino |
| --------------------- | ----------------------------------------------- | ----------------------- | ----------------------- | ----------------------- | ----------------------- | --- |
| USS Action (PG-86)    | Collingwood Shipyards, Collingwood              | 6 de enero de 1942      | 28 de julio de 1942     | 22 de noviembre de 1942 | 6 de septiembre de 1945 | Anteriormente HMS Comfrey (K277). Transferida a la USN el 22 de noviembre de 1942. Vendida el 6 de febrero de 1946.                                                                                            |
| USS Alacrity (PG-87)  | Collingwood Shipyards, Collingwood              | 6 de enero de 1942      | 4 de septiembre de 1942 | 10 de diciembre de 1942 | 4 de octubre de 1945    | Anteriormente HMS Cornel (K278). Transferida a la USN el 10 de diciembre de 1942. Vendida el 22 de septiembre de 1945 a Italia como buque mercante Rio Marina.                                                 |
| USS Beacon (PG 88)    | Collingwood Shipyards, Collingwood              |                         | 31 de octubre de 1942   |                         |                         | Transferida el 31 de mayo de 1943 a la RN como HMS Dittany (K279). Devuelta a la USN el 20 de junio de 1946.                                                                                                   |
| USS Brisk (PG-89)     | Kingston Shipbuilding, Kingston                 |                         | 15 de junio de 1942     | 6 de diciembre de 1942  | 9 de octubre de 1945    | Anteriormente HMS Flax (K84). Transferida a la USN el 6 de diciembre de 1942. Vendida el 18 de octubre de 1946.                                                                                                |
| USS Caprice (PG-90)   | Collingwood Shipyards, Collingwood              |                         | 31 de octubre de 1942   |                         |                         | Transferida a la Royal Navy como HMS Honesty (K285) Devuelta a la USN el 20 de junio de 1946. |
| USS Clash (PG-91)     | Midland Shipyards., Midland                     |                         | 18 de noviembre de 1942 |                         |                         | Transferida a la Royal Navy como HMS Linaria (K282). Devuelta a la USN el 27 de julio de 1946. |
| USS Haste (PG-92)     | Morton Engineering and Dry Dock Company, Quebec | Nov 1941                | 22 de agosto de 1942    | 6 de abril de 1943      | 3 de octubre de 1945    | Anteriormente HMS Mandrake (K287). Transferida a la USN el 6 de abril de 1943. Vendida en 1949 a Italia como buque mercante Porto Azzurro. Desguazado en 1973 en el puerto de La Spezia.                       |
| USS Intensity (PG-93) | Morton Engineering and Dry Dock Company, Quebec | noviembre de 1941       | 22 de agosto de 1942    | 31 de marzo de 1943     | 3 de octubre de 1945    | Anteriormente HMS Milfoil (K288). Transferida a la USN el 31 de marzo de 1943. Vendida a la marina mercante.                                                                                                   |
| USS Might (PG-94).    | Morton Engineering and Dry Dock Company, Quebec | 28 de noviembre de 1941 | 15 de julio de 1942     | 22 de diciembre de 1942 | 9 de octubre de 1945    | Anteriormente HMS Musk (K289). Transferida a la USN el 22 de diciembre de 1942. Vendida a la marina mercante.                                                                                                  |
| USS Pert (PG-95).     | Morton Engineering and Dry Dock Company, Quebec | 22 de julio de 1942     | 27 de noviembre de 1942 | 23 de julio de 1943     | 3 de octubre de 1945    | Anteriormente HMS Nepeta (K290). Transferida a la USN el 23 de julio de 1943. Vendida el 18 de octubre de 1946 como mercante.                                                                                  |
| USS Prudent (PG-96)   | Morton Engineering and Dry Dock Company, Quebec | 14 de agosto de 1942    | 4 de diciembre de 1942  | 16 de agosto de 1943    | 11 de octubre de 1945   | Anteriormente HMS Privet (K291).. Transferida a la USN el 16 de agosto de 1943. Vendida en 1949 a Italia como buque mercante Elbano. Revendida en 1951 a la Armada Italiana como buque hidrigráfico Staffetta. |
| USS Splendor (PG-97). | Kingston Shipbuilding, Kingston                 |                         | 11 de febrero de 1943   |                         |                         | Transferida a la Royal Navy como HMS Rosebay (K286). Devuelta a la USN el 20 de marzo de 1946. |
| USS Tact (PG-98)      | Collingwood Shipyards, Collingwood              |                         | 24 de diciembre de 1942 |                         |                         | Transferida a la Royal Navy como HMS Smilax (K280). Devuelta a la USN el 5\|1\|1946. |
| USS Vim (PG-99)       | Collingwood Shipyards, Collingwood              |                         | 10 de abril de 1943     |                         |                         | Transferida a la Royal Navy como HMS Statice (K281). Devuelta a la USN el 21 de junio de 1946. |
| USS Vitality (PG-100) | Midland Shipyards., Midland                     |                         | 24 de marzo de 1943     |                         |                         | Transferida a la Royal Navy como HMS Willowherb (K283). Devuelta a la USN el 11 de junio de 1946. |